# Kylian Mbappé
Kylian Mbappé Lottin (sinh ngày 20 tháng 12 năm 1998) là một cầu thủ bóng đá chuyên nghiệp người Pháp hiện đang thi đấu ở vị trí tiền đạo cho câu lạc bộ La Liga Real Madrid và là đội trưởng của đội tuyển bóng đá quốc gia Pháp. Nổi tiếng nhờ khả năng rê bóng siêu hạng, lối chơi giàu kỹ thuật, tốc độ và khả năng săn bàn vượt trội, anh được đánh giá là một trong những cầu thủ xuất sắc nhất thế giới trong thế hệ của mình.
Sinh ra ở Paris và lớn lên ở Bondy gần đó, Mbappé bắt đầu sự nghiệp cấp câu lạc bộ của mình vào năm 2015 khi chơi cho Monaco, nơi anh đã giành được danh hiệu Ligue 1. Năm 2017, ở tuổi 18, Mbappé đã ký hợp đồng với Paris Saint-Germain theo một vụ chuyển nhượng vĩnh viễn cuối cùng trị giá 180 triệu euro, giúp anh trở thành cầu thủ đắt giá thứ hai và cầu thủ tuổi thiếu niên đắt giá nhất. Tại đây, anh đã giành được bốn chức vô địch Ligue 1, ba Coupe de France và là tay săn bàn nhiều thứ hai mọi thời đại của câu lạc bộ. Anh đã giúp đội bóng giành cú ăn bốn trong nước trong mùa giải 2019–20 và dẫn dắt câu lạc bộ đến trận chung kết Champions League đầu tiên. Xuyên suốt thời gian gắn bó với Paris Saint-Germain, anh là cầu thủ ghi nhiều bàn thắng nhất mọi thời đại trong màu áo câu lạc bộ, đứng thứ ba về số lần kiến tạo và là cầu thủ ghi bàn nhiều thứ bảy trong lịch sử Ligue 1. Năm 2024, anh chuyển sang đầu quân cho Real Madrid theo chuyển nhượng tự do.
Ở cấp độ quốc tế, Mbappé có trận ra mắt đội tuyển Pháp vào năm 2017, ở tuổi 18. Tại FIFA World Cup 2018, Mbappé trở thành cầu thủ Pháp trẻ nhất ghi bàn tại một kỳ World Cup và trở thành cầu thủ tuổi thiếu niên thứ hai, sau Pelé, ghi bàn tại một trận chung kết World Cup. Anh đã kết thúc với tư cách là cầu thủ ghi nhiều bàn thắng thứ hai khi Pháp vô địch giải đấu, đồng thời giành được Cầu thủ trẻ xuất sắc nhất FIFA World Cup và Cầu thủ Pháp xuất sắc nhất năm cho màn trình diễn của mình. Tại FIFA World Cup 2022, Pháp lọt vào trận chung kết; Mbappé đã giành được Chiếc giày vàng và Quả bóng bạc, đồng thời lập kỷ lục cầu thủ ghi nhiều bàn thắng nhất trong các trận chung kết World Cup.
Mbappé đã được vinh danh trong FIFA FIFPro World11 vào năm 2018 và 2019, Đội hình xuất sắc nhất năm của UEFA năm 2018 và Đội hình tiêu biểu của UEFA Champions League mùa giải 2016–17, 2019–20, 2020–21 và 2021–22. Anh đã được trao giải Cầu thủ xuất sắc nhất năm của Globe Soccer vào năm 2021. Anh đã ba lần giành được Cậu bé vàng năm 2017, Cầu thủ xuất sắc nhất Ligue 1 và đã kết thúc với tư cách là Vua phá lưới Ligue 1 trong bốn mùa giải; trong mùa giải 2021–22, anh còn trở thành cầu thủ đầu tiên kết thúc với tư cách là Vua phá lưới Ligue 1 lẫn cầu thủ kiến tạo hàng đầu của giải.

## Thời thơ ấu
Kylian Mbappé Lottin sinh ngày 20 tháng 12 năm 1998 tại Paris và lớn lên ở Bondy, Seine-Saint-Denis ở ngoại ô phía đông bắc Paris. Cha của anh, Wilfried, là người gốc Cameroon, đồng thời là người đại diện của Mbappé, đồng thời là một huấn luyện viên bóng đá. Mẹ anh, Fayza Lamari, là người gốc Algérie Kabyle và là một cựu vận động viên bóng ném. Anh có một em trai, Ethan, người đã chơi cho đội U-12 của Paris Saint-Germain vào năm 2018. Anh trai nuôi của Mbappé, Jirès Kembo Ekoko, cũng là một cầu thủ bóng đá chuyên nghiệp. Khi còn nhỏ, Kylian Mbappé theo học tại một trường Công giáo tư thục ở Bondy, nơi anh được coi là có năng khiếu học tập nhưng ngỗ ngược. Năm 15 tuổi, anh bắt đầu học tiếng Tây Ban Nha và trở nên thông thạo ngôn ngữ này. Khi lớn lên, thần tượng của anh là Zinedine Zidane, Ronaldo Nazário và Cristiano Ronaldo. Thời thơ ấu, anh có một người bảo mẫu mà cả gia đình đều là người hâm mộ AC Milan, người mà Mbappé từng nhận chiếc áo số 70 của Robinho như một món quà. Tuy nhiên, khi còn nhỏ, Mbappé khao khát được chơi cho Real Madrid.

## Sự nghiệp câu lạc bộ

### Các đội trẻ
—Atmane Airouche, chủ tịch AS Bondy, kể về Mbappé lúc còn nhỏ.
Mbappé bắt đầu sự nghiệp của mình tại AS Bondy, được huấn luyện bởi cha anh, Wilfried. Một huấn luyện viên trẻ khác của anh ấy tại AS Bondy, Antonio Riccardi, đã nói,
Lần đầu tiên tôi huấn luyện anh ấy là khi anh ấy sáu tuổi. Bạn có thể nói rằng anh ấy đã khác. Kylian có thể làm được nhiều hơn những đứa trẻ khác. Khả năng rê bóng của anh ấy đã rất tuyệt vời và anh ấy còn nhanh hơn nhiều so với những người khác. Anh ấy là cầu thủ hay nhất mà tôi từng thấy trong 15 năm huấn luyện ở đây. Ở Paris, có rất nhiều tài năng nhưng tôi chưa bao giờ thấy một tài năng nào như anh ấy. Anh ấy là cái mà chúng tôi gọi là 'crack' (giỏi nhất).

Cuối cùng, anh ấy chuyển đến học viện Clairefontaine, có một loạt màn trình diễn ấn tượng dẫn đến nhiều câu lạc bộ Pháp và Real Madrid, Chelsea, Liverpool, Manchester City và Bayern Munich, cố gắng ký hợp đồng với anh. Ở tuổi 11, Real Madrid đã mời Mbappé đến tập luyện với đội U12 của họ và tham quan cơ sở vật chất của câu lạc bộ. Năm 14 tuổi, anh đến London theo lời mời từ Chelsea, chơi một trận cho đội trẻ của họ gặp Charlton Athletic. Cuối cùng anh quyết định ở Monaco.

### Monaco

#### 2015–16: Phát triển
Mbappé có trận đấu đầu tiên tại Ligue 1 vào ngày 2 tháng 12 năm 2015 trong trận hòa 1-1 với SM Caen, vào sân thay cho Fábio Coentrão ở phút 88, giúp anh trở thành cầu thủ trẻ nhất của Monaco ra sân trong một trận đấu chính thức ở tuổi 16 và 347 ngày, phá vỡ kỷ lục đã tồn tại 21 năm của Thierry Henry.
Ngày 20 tháng 2 năm 2016, Mbappé ghi được bàn thắng ở những phút cuối trận thắng 3-1 trước Troyes tại Ligue 1 ở tuổi 17 và 62 ngày, xác lập kỷ lục cầu thủ trẻ nhất ghi bàn trong lịch sử của Monaco và một lần nữa phá kỷ lục của Thierry Henry. Ngày 6 tháng 3 năm 2016, Mbappé ký hợp đồng chuyên nghiệp đầu tiên trong sự nghiệp, theo đó anh sẽ gắn bó với Monaco đến tháng 6 năm 2019.

#### 2016–17: Đột phá và chức vô địch

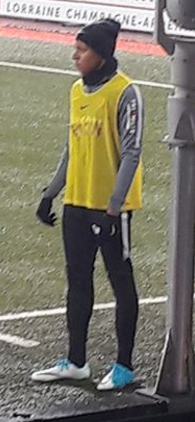
Mbappé khởi động cho Monaco vào năm 2017

Mbappé ghi được hat-trick đầu tiên trong sự nghiệp ở trận thắng 7-0 trước Stade Rennais vào ngày 14 tháng 12 năm 2016 tại vòng 1/16 Coupe de la Ligue. Ngày 11 tháng 2 năm 2017, Mbappé lập hat-trick đầu tiên tại Ligue 1 giúp Monaco đè bẹp Metz 5-0.
Ngày 21 tháng 2 năm 2017, Mbappé lập công trong trận thua 5-3 trước Manchester City tại lượt đi vòng 1/16 UEFA Champions League 2016-17, pha lập công đầu tiên của anh tại Champions League để trở thành cầu thủ Pháp trẻ thứ hai ghi bàn tại giải đấu này, chỉ thua kỷ lục của Karim Benzema. Ngày 5 tháng 3, cú đúp của anh vào lưới FC Nantes tại Ligue 1 giúp anh thiết lập thêm một thành tích cá nhân là cầu thủ trẻ nhất trong 30 năm qua đạt đến cột mốc 10 bàn tại giải đấu này. Trong trận lượt về vòng 1/16 Champions League tái đấu Manchester City ngày 15 tháng 3, Mbappé là người ghi bàn mở tỉ số của trận đấu ở phút thứ 8 để mở màn cho cuộc lội ngược dòng 3-1 của AS Monaco trên sân Stade Louis II. Tổng tỉ số 6-6 sau hai lượt trận giúp Monaco đi tiếp nhờ luật bàn thắng trên sân đối phương.
Trong trận tứ kết lượt đi UEFA Champions League gặp đội bóng Đức Borussia Dortmund, Mbappé có cú đúp ở các phút 19 và 79 để đem về thắng lợi 3-2 cho Monaco ngay trên đất Đức. Với hai bàn thắng ở trận này, Mbappe trở thành chân sút trẻ nhất lập cú đúp ở vòng knock-out Champions League. Mbappé đã kết thúc mùa giải 2016–17 với 26 bàn thắng sau 44 trận đấu trên mọi đấu trường, giúp Monaco giành chức vô địch Ligue 1 và lọt vào bán kết UEFA Champions League.

### Paris Saint-Germain

#### 2017-18: Kỷ lục chuyển nhượng thế giới và cú ăn ba
Vào ngày 31 tháng 8 năm 2017, Paris Saint-Germain đã công bố ký hợp đồng với Mbappé từ Monaco theo dạng cho mượn. Khoản phí cần thiết cho một lần chuyển nhượng đầy đủ tiếp theo được quy định ở mức 145 triệu euro cộng với 35 triệu euro bổ sung, khiến anh trở thành cầu thủ trẻ co số tiền chuyển nhượng đắt nhất từ trước đến nay, đằng sau đồng đội Neymar. Anh được trao chiếc áo số 29 khi đến đội bóng thủ đô nước Pháp.
Anh ấy đã ghi bàn trong trận ra mắt vào ngày 8 tháng 9 trong chiến thắng 5-1 trước 
Metz tại Ligue 1, trong đó Benoît Assou-Ekotto bị đuổi khỏi sân vì phạm lỗi với anh. Bốn ngày sau, Mbappé ghi bàn thắng đầu tiên ở châu Âu cho PSG trước Les Parisiens trong trận đấu vòng bảng UEFA Champions League với tỷ số 5-0. Anh đã tham gia vào chiến thắng 3-0 của PSG trước Bayern Munich trong trận đấu thứ hai của Champions League, cùng với Edinson Cavani và Neymar, sau đó anh đã nhìn thấy một hậu vệ với một điểm yếu bằng cách lăn bóng dưới chân. Vào ngày 6 tháng 12, Mbappé đã ghi bàn thắng thứ 10 tại Champions League trong trận thua 3-1 trước Bayern Munich và trở thành cầu thủ trẻ nhất đạt được dấu ấn đó khi mới 18 tuổi 11 tháng. Cùng thời gian này, anh giành danh hiệu Golden Boy (danh hiệu dành cho cầu thủ dưới 21 tuổi xuất sắc nhất năm). Giành được chức vô địch giải đấu đầu tiên với câu lạc bộ, vào ngày 8 tháng 5 năm 2018, Mbappé đã thi đấu khi PSG giành chiến thắng 2 -0 trước Les Herbiers VF để giành ngôi vô địch 2017-18 Coupe de France.
Vào tháng 7 năm 2018, Mbappé đã được trao áo số 7 cho mùa giải sắp tới với PSG, số áo bị bỏ trống bởi Lucas Moura. Mbappé tuyên bố: "Tôi tiếp tục cố gắng tiến bộ trên sân và tôi nghĩ rằng, đối với tôi, đó là thời điểm thích hợp để thay đổi số. Đó là một điều khẳng định. Chiếc áo số 7 là một huyền thoại. một và nhiều cầu thủ vĩ đại đã đeo nó. Tôi hy vọng rằng tôi sẽ có thể thực hiện công lý của số áo này trên sân."

#### 2018-19: Cầu thủ xuất sắc nhất Ligue 1

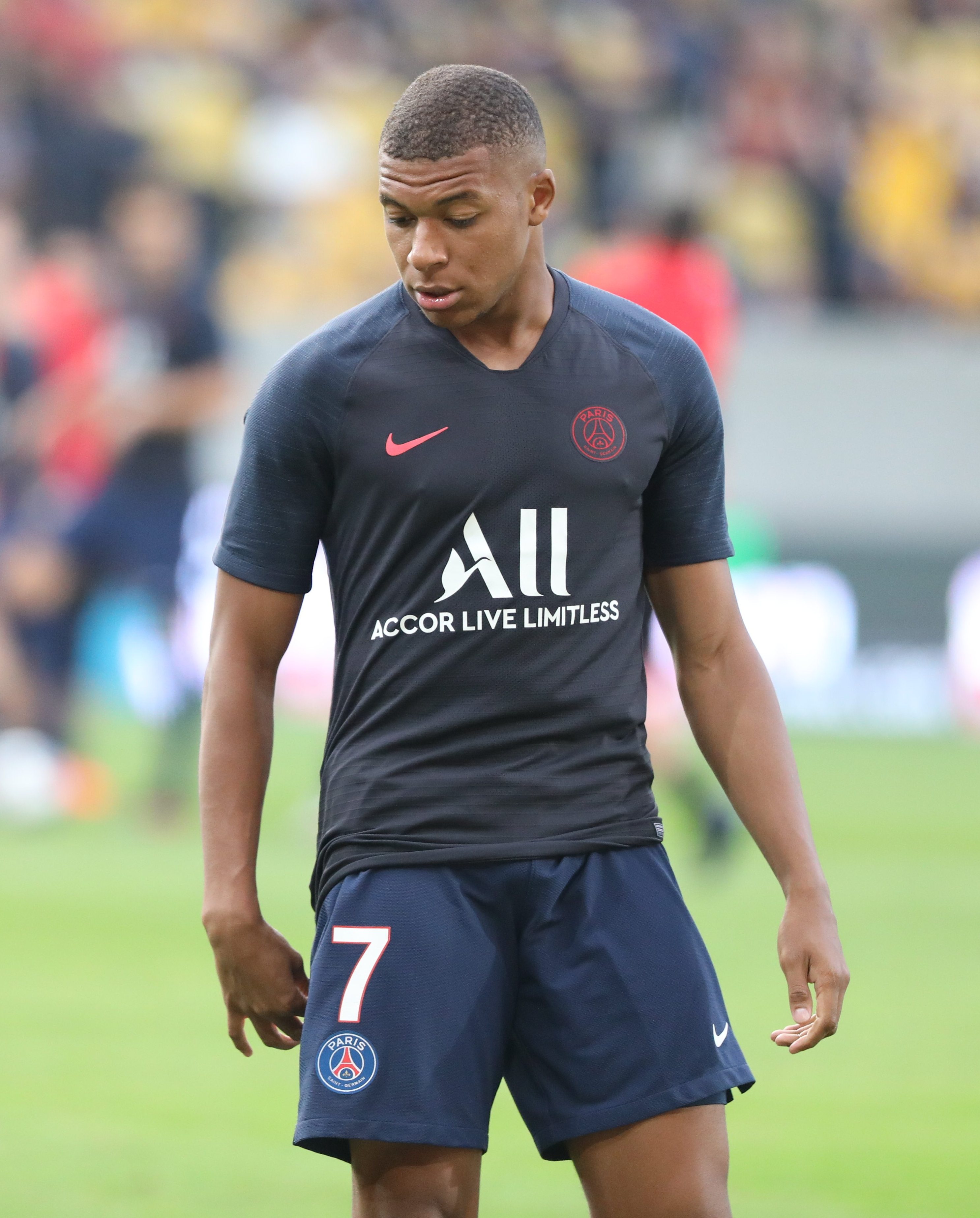
Mbappé với Paris Saint-Germain năm 2019

Trong trận thi đấu đầu tiên của mùa giải, Mbappé đã ghi hai bàn trong 10 phút cuối khi PSG giành chiến thắng 3-1 trước Guingamp ở Ligue 1. Trong trận đấu sau đó, bộ ba tiền đạo Mbappé, Cavani và Neymar đều ghi bàn trong chiến thắng 3-1 trước Angers trên sân nhà, với Mbappé - bắt đầu trận đấu đầu tiên của mùa giải - ghi bàn từ một cú vô lê và phối hợp với Neymar để ghi bàn thắng thứ ba. Vào ngày 1 tháng 9, anh đã ghi bàn và hỗ trợ trong chiến thắng 4 -2 trên sân khách trước Nîmes, nhưng lần đầu tiên trong sự nghiệp, anh bị một thẻ đỏ, sau khi đẩy Téji Savanier để trả thù cho một pha vào bóng muộn từ phía sau, mà Savanier cũng bị đuổi khỏi sân. Về việc đó, Mbappé nói với các phóng viên sau trận đấu: "Nếu tôi có cơ hội làm lại, tôi sẽ làm điều tương tự. Tôi sẽ xin lỗi những người ủng hộ và mọi người, nhưng tôi không thể chịu đựng được điều này." Vào ngày 8 tháng 10, Mbappé đã ghi bốn bàn chỉ sau 13 phút trong chiến thắng trên sân nhà 5 -0 trước Lyon và trở thành cầu thủ trẻ nhất (19 tuổi và 9 tháng) ghi bốn bàn trong một trận đấu ở Ligue 1. Vào ngày 3 tháng 12, Mbappé giành giải Cúp Kopa, giải thưởng được trao tặng bởi France Football cho cầu thủ hay nhất thế giới dưới 21 tuổi. Không những thế Mbappé còn đoạt chức vô địch cùng đội tuyển Pháp tại World Cup 2018 tại nước Nga.
Vào ngày 19 tháng 1 năm 2019, Mbappé là một trong hai cầu thủ (người còn lại là Cavani) lập hat-trick trong chiến thắng 9-0 trước Guingamp, phá kỷ lục của PSG lập được ở mùa trước. Vào ngày 2 tháng 3, anh đã ghi hai bàn trong chiến thắng 2-1 trên sân khách trước Caen; Cơ hội thứ hai của anh trong trận đấu, xuất phát từ một quả phạt đền, là lần thứ 50 anh ghi bàn bằng quả phạt đền cho câu lạc bộ. Vào ngày 12 tháng 3 năm 2019, anh đã ghi bàn thắng thứ 2 trong chiến thắng 0-4 trên sân khách trước Dijon FCO tại Ligue 1. PSG kết thúc mùa giải với tư cách là nhà vô địch Ligue 1, với Mbappé thì giành giải Cầu thủ xuất sắc nhất năm, đồng thời kết thúc mùa giải với tư cách là vua phá lưới với 33 bàn thắng.

#### 2019-20: Liên tiếp ghi bàn giải đấu hàng đầu

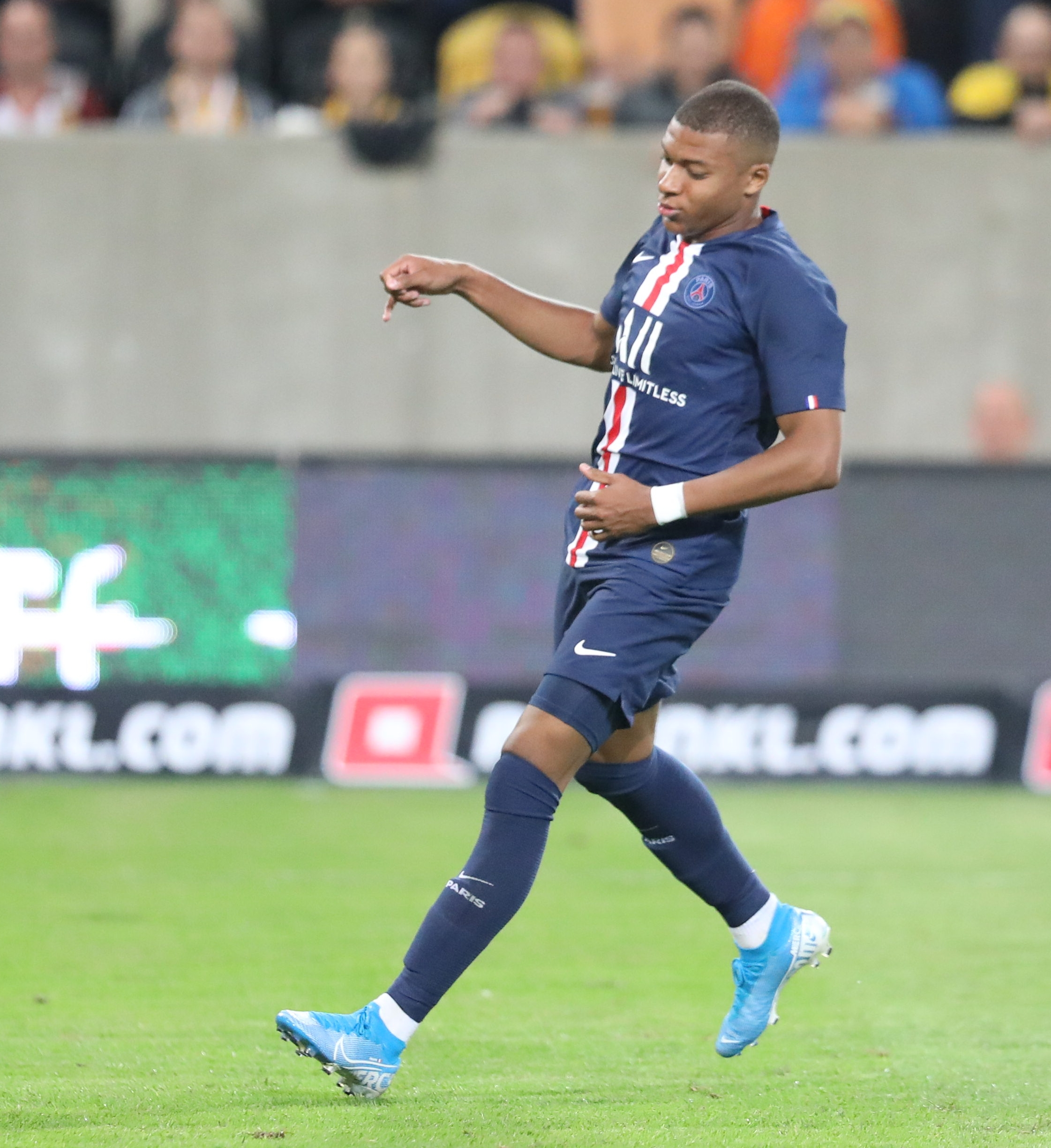
Mbappé trong trận gặp Dynamo Dresden vào tháng 7 năm 2019

Vào ngày 3 tháng 8, Mbappé đã ghi bàn trong chiến thắng 2-1 trước Rennes để giành được danh hiệu đầu tiên của anh tại Siêu cúp bóng đá Pháp 2019. Sau đó, anh đã ghi bàn một lần nữa trong trận mở màn Ligue 1 của PSG với chiến thắng 3-0 trên sân nhà trước Nîmes vào ngày 11 tháng 8. Vào ngày 22 tháng 10, anh ra sân và lập một hat-trick trong chiến thắng 5-0 trên sân khách trước đội bóng của Bỉ Club Brugge tại UEFA Champions League; ở tuổi 20 và 306 ngày, anh trở thành cầu thủ trẻ nhất ghi ít nhất 15 bàn trong giải đấu này.
Vào ngày 1 tháng 5 năm 2020, PSG đã lên ngôi vô địch Ligue 1 khi mùa giải bị phải kết thúc sớm do đại dịch COVID-19; Mbappé kết thúc mùa giải 2019-20 là với tư cách tay làm bàn số một ở Ligue 1 với 18 bàn thắng, ngang bằng với Wissam Ben Yedder của Monaco. Tuy nhiên, Mbappé đã được giao danh hiệu vua phá lưới nhờ tỷ lệ số bàn thắng / trận vượt trội.
Vào ngày 24 tháng 7, trong trận Chung kết Coupe de France 2020 với Saint-Étienne, Mbappé đã bị dính chấn thương sau pha phạm lỗi thô bạo từ hậu vệ đối phương, tuy vậy PSG đã thắng 1–0 và giành chức vô địch. Mbappe trở lại thi đấu trong trận tứ kết Champions League với Atalanta vào ngày 12 tháng 8, vào sân thay người và kiến tạo cho Choupo-Moting ghi bàn thắng quyết định ở phút bù giờ. Cuối cùng, PSG đã để thua trong trận chung kết Champions League với tỉ số 0-1 trước Bayern Munich vào ngày 23 tháng 8.

#### 2020–21: Vua phá lưới lần thứ ba
Mbappe bỏ lỡ ba trận đấu đầu tiên của mùa giải, gặp Lens, Marseille và Metz, do dương tính với COVID-19 khi chơi cho đội tuyển Pháp. Anh trở lại thi đấu vào ngày 20 tháng 9 năm 2020 trong chiến thắng 0-3 trước Nice trên sân khách và ghi một bàn thắng trên chấm phạt đền. Vào ngày 28 tháng 10, Mbappé đã thực hiện hai đường kiến tạo cho Moise Kean, trong trận đấu tại UEFA Champions League trước İstanbul Başakşehir, kết thúc với chiến thắng 0–2 cho PSG. Qua đó, anh trở thành cầu thủ có nhiều pha kiến tạo nhất ở UEFA Champions League kể từ đầu mùa giải 2017–18, với tổng cộng 14 pha kiến tạo. Vào ngày 31 tháng 10, Mbappé dính chấn thương gân khoeo trong trận đấu với Nantes. Anh trở lại thi đấu cho PSG trong trận đấu với đội bóng cũ Monaco vào ngày 20 tháng 11, và đã ghi hai bàn đầu tiên của trận đấu trong trận thua chung cuộc 3–2. Trong trận đấu tại Ligue 1 với Montpellier vào ngày 5 tháng 12, Mbappé đã ghi bàn thắng thứ 100 cho PSG; anh trở thành một trong năm cầu thủ duy nhất của câu lạc bộ đạt được thành tích này. Trong trận đá lại lượt trận cuối vòng bảng Champions League với Istanbul Basaksehir vào ngày 9 tháng 12 năm 2020, Mbappé đã lập một cú đúp trong chiến thắng 5-1 của PSG trên sân nhà. Như vậy, Mbappé hiện đã ghi được 20 bàn thắng tại Champions League, anh trở thành cầu thủ trẻ nhất trong lịch sử giải đấu đạt cột mốc này, phá kỷ lục của Lionel Messi. Vào ngày 16 tháng 2 năm 2021, anh lập một cú hat-trick trong chiến thắng 4–1 tại vòng 16 đội Champions League trước Barcelona ở Camp Nou, trở thành cầu thủ thứ ba làm được điều này, sau Faustino Asprilla và Andriy Shevchenko (đều vào năm 1997). Cú hat-trick lịch sử của Mbappé cũng giúp anh vượt qua Pauleta (109 bàn) để trở thành cầu thủ ghi nhiều bàn thắng nhất mọi thời đại thứ ba của PSG - chỉ sau Ibrahimović (156 bàn) và Cavani (200 bàn). Vào ngày 27 tháng 2, Mbappé đã ghi hai bàn trong chiến thắng 4–0 trước Dijon, trở thành cầu thủ đầu tiên ghi được năm cú đúp trong một mùa giải Ligue 1. Trong trận lượt về với Barcelona vào ngày 10 tháng 3, Mbappé đã ghi bàn từ chấm 11m trong trận hòa 1-1 tại Sân vận động Công viên các Hoàng tử, khi đội bóng của anh tiến vào tứ kết với tổng tỷ số 5–2. Quả phạt đền thành công của Mbappé là bàn thắng thứ 25 của anh tại Champions League, vượt qua Lionel Messi để trở thành cầu thủ trẻ nhất đạt được cột mốc này, 22 tuổi 80 ngày. Với hat-trick của anh ở trận lượt đi, Mbappé cũng trở thành cầu thủ đầu tiên ghi bốn bàn vào lưới Barcelona trong một trận Champions League duy nhất.
Trong trận lượt đi vòng tứ kết Champions League với Bayern Munich vào ngày 7 tháng 4, Mbappé ghi hai bàn thắng, giúp đội của anh giành chiến thắng 3–2 tại Allianz Arena , chiến thắng đầu tiên của PSG tại Munich kể từ năm 1994.  Câu lạc bộ nước Pháp sau đó tiến vào bán kết và cuối cùng bị loại bởi Manchester City: tiền đạo này đã bỏ lỡ trận lượt về do chấn thương bắp chân. Anh kết thúc chiến dịch Ligue 1 với 27 bàn thắng, trở thành vua phá lưới mùa thứ ba liên tiếp, mặc dù PSG đã bỏ lỡ chức vô địch Ligue 1 - đây là lần đầu tiên trong sự nghiệp Mbappé anh không vô địch giải đấu sau bốn mùa giải. những thành công liên tiếp. Mbappé kết thúc mùa giải với việc nhận được giải thưởng Cầu thủ xuất sắc nhất năm của Ligue 1 và được đưa vào Đội hình xuất sắc nhất mùa giải của Ligue 1.

#### 2021-22: Cầu thủ xuất sắc nhất năm và gia hạn hợp đồng

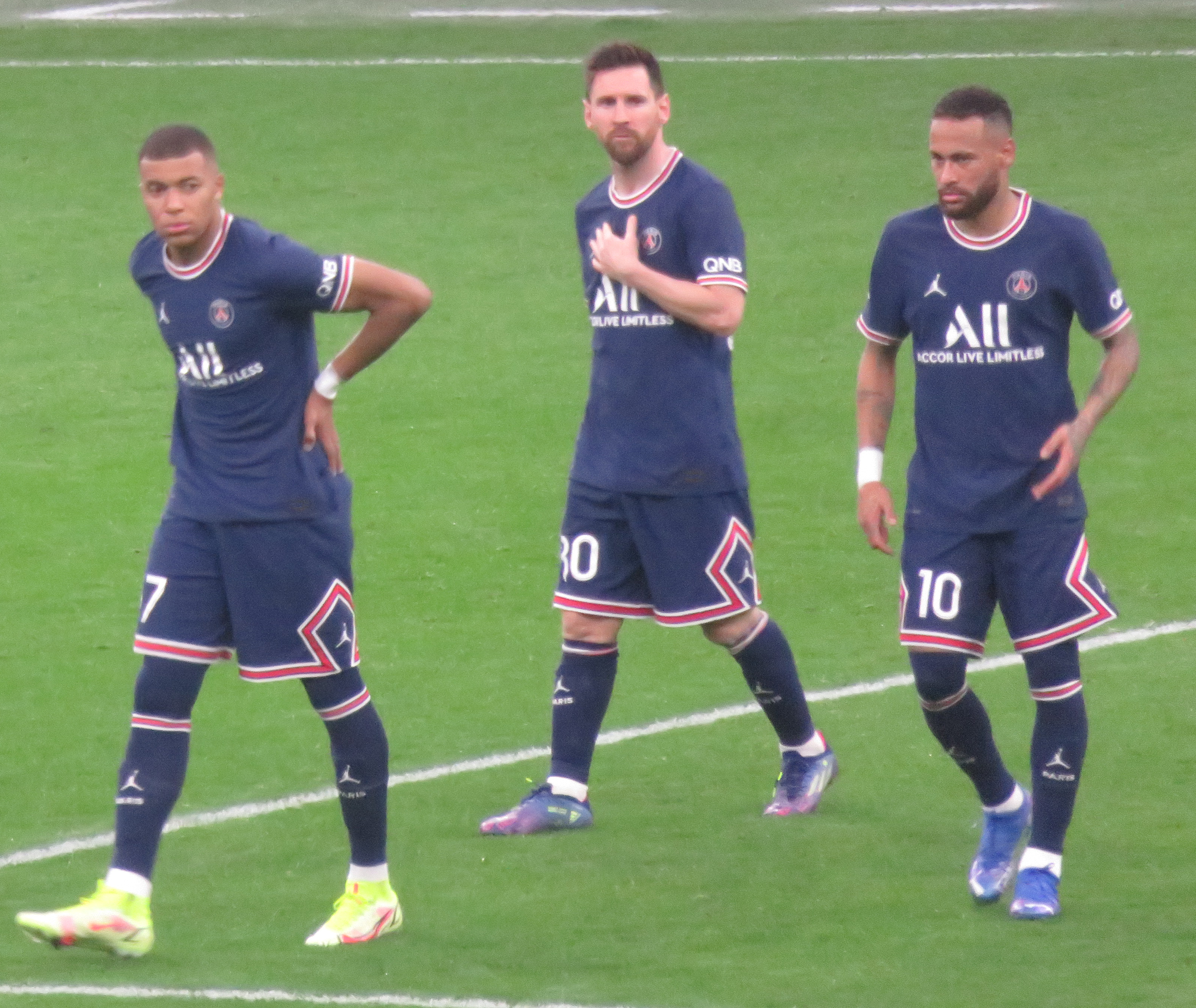
Từ trái sang phải: Mbappé, Messi và Neymar thi đấu với Marseille ở Le Classique, tháng 10 năm 2021

Vào ngày 14 tháng 8 năm 2021, trước trận đấu mở màn trên sân nhà của Paris Saint-Germain ở mùa giải 2021–22 gặp Strasbourg , Mbappé đã bị Parc des Princes la ó giữa những tin đồn rằng anh muốn ký hợp đồng với câu lạc bộ Tây Ban Nha Real Madrid. Trận đấu kết thúc với chiến thắng 4–2 cho đội Paris, với việc tiền đạo này đã ghi ba bàn thắng cho đội của mình. Anh ghi bàn thắng đầu tiên trong mùa giải trong chiến thắng 4–2 trên sân khách trước Brest sáu ngày sau đó. Trong trận đấu tiếp theo với Reims vào ngày 29 tháng 8, trong đó Lionel Messi có trận ra mắt đáng chú ý cho PSG, Mbappé đã ghi một cú đúp trong chiến thắng 2–0 trước Rouge-et-Bleu . Vào ngày 24 tháng 11, anh ghi bàn trong trận thua 2-1 ở Champions League trước Manchester City tại Sân vận động Thành phố Manchester . Vào ngày 7 tháng 12, anh ghi hai bàn trong chiến thắng 4–1 trên sân nhà ở Champions League trước Club Brugge. Các bàn thắng thứ 30 và 31 của anh ở Champions League đã giúp anh trở thành cầu thủ trẻ nhất đạt được cột mốc này trong lịch sử giải đấu.
Vào ngày 12 tháng 12 năm 2021, Mbappé ghi hai bàn vào lưới Monaco ở Ligue 1 để đạt kỷ lục ghi bàn thế kỷ cho PSG . Ở tuổi 22 và 357 ngày, anh trở thành cầu thủ trẻ nhất ghi 100 bàn cho một đội ở giải đấu hàng đầu nước Pháp kể từ khi Opta bắt đầu ghi dữ liệu vào mùa giải 1950–51 . Vào ngày 3 tháng 1 năm 2022, Mbappé ghi hat-trick đầu tiên trong mùa giải trong chiến thắng 4–0 tại Coupe de France trước Vannes . Vào ngày 11 tháng 2, anh ghi bàn thắng quyết định ở phút bù giờ trong chiến thắng 1–0 trước Rennes, kỳ tích anh lặp lại bốn ngày sau đó, trong chiến thắng 1–0 tại Champions League trước Real Madrid ở lượt trận đầu tiên vòng 16 đội. Anh ghi một bàn thắng khác trong trận lượt về, giúp anh trở thành cầu thủ ghi nhiều bàn thắng thứ hai trong lịch sử Paris Saint-Germain; tuy nhiên, đội của anh ấy đã bị loại sau thất bại 3–1 tại Sân vận động Santiago Bernabéu .
Vào ngày 21 tháng 5 năm 2022, Mbappé gia hạn hợp đồng với PSG đến năm 2025,  bất chấp những đồn đoán về khả năng chuyển đến Real Madrid, khiến các quan chức La Liga gửi đơn khiếu nại lên UEFA liên quan đến việc PSG thua lỗ nhiều năm trước đó... Bản thân Mbappé được cho là đã gọi điện và nói chuyện với chủ tịch Real Madrid Florentino Pérez , nói với ông ấy rằng anh ấy sẽ không ký hợp đồng với Real Madrid. Theo Sky Sports , chi tiết tài chính trong hợp đồng của Mbappé bao gồm mức lương hàng tháng là 4 triệu bảng, khiến anh trở thành cầu thủ được trả lương cao nhất thế giới. Mbappé và PSG cũng được cho là đã đạt được con số chuyển nhượng vào khoảng 100 triệu bảng. Trong vài giờ sau khi tiền đạo này gia hạn hợp đồng, anh đã ghi một hat-trick trong chiến thắng 5–0 trước Metz, để kết thúc mùa giải với 28 bàn thắng với tư cách Vua phá lưới trong mùa giải thứ tư liên tiếp. Anh trở thành cầu thủ thứ ba trở thành vua phá lưới của Ligue 1 trong 4 mùa giải liên tiếp. Mbappé cũng đã thực hiện 17 pha kiến tạo trong mùa giải, trở thành cầu thủ đầu tiên cán đích với tư cách vừa là vua phá lưới vừa là người cung cấp đường kiến tạo hàng đầu trong lịch sử giải đấu.

#### 2022–23: Cầu thủ ghi nhiều bàn thắng nhất mọi thời đại cho PSG

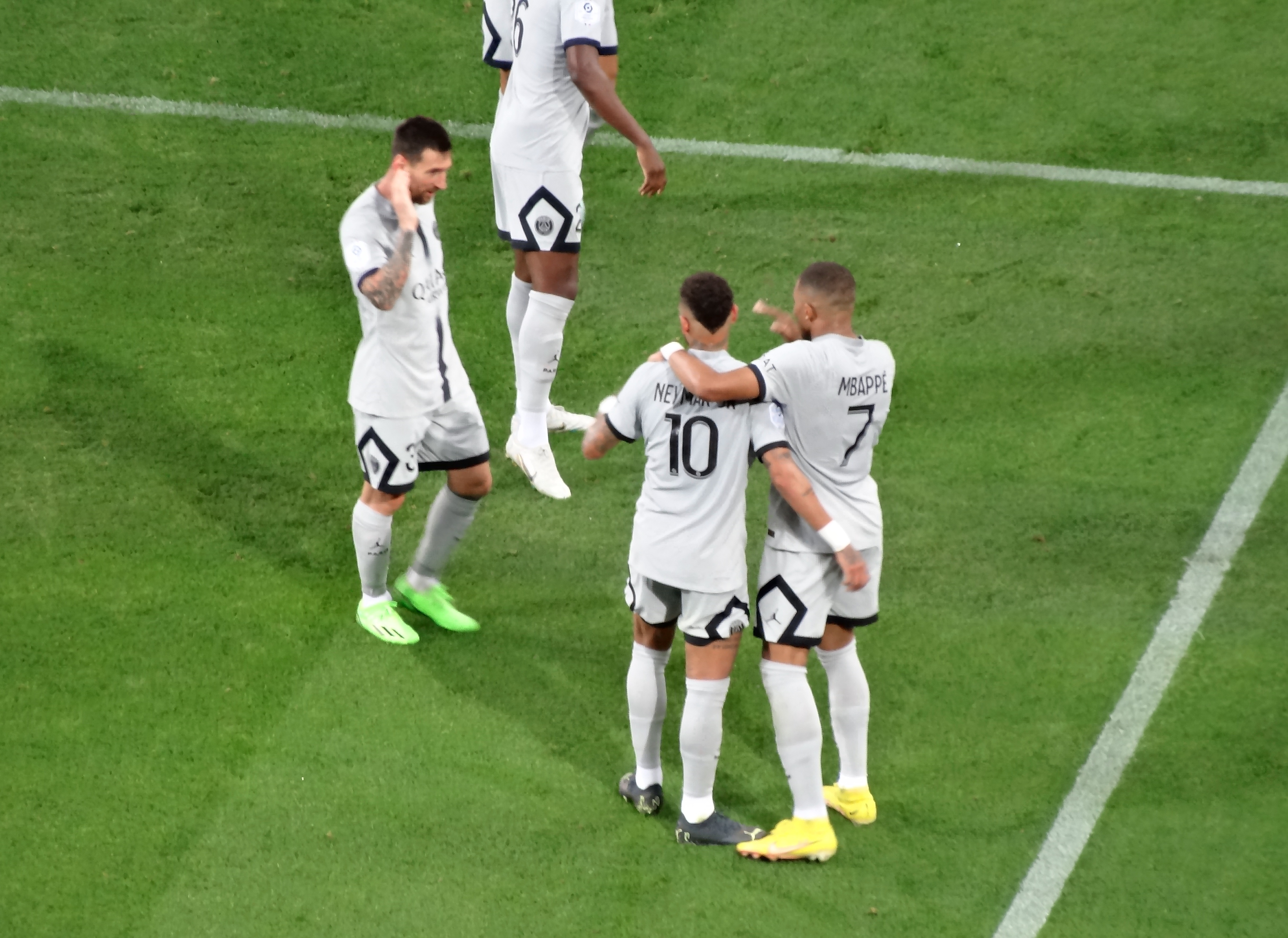
Mbappé (phải) ăn mừng bàn thắng cùng đồng đội PSG Messi (trái) và Neymar (giữa)

Vào ngày 13 tháng 8 năm 2022, Mbappé ghi bàn thắng đầu tiên trong mùa giải cho PSG trong chiến thắng 5–2 trên sân nhà trước Montpellier, sau khi sút hỏng quả phạt đền trước đó trong trận đấu. Tám ngày sau, anh ghi hat-trick đầu tiên trong mùa giải trong chiến thắng 7–1 trên sân khách trước Lille .  Bàn thắng đầu tiên của anh trong trận đấu được ghi ở tốc độ 8 giây, trở thành bàn thắng nhanh thứ hai từng được ghi trong lịch sử Ligue 1, muộn hơn một phần mười giây so với bàn thắng của Michel Rio cho Caen vào lưới Cannes năm 1992. Trên Ngày 6 tháng 9, Mbappé ghi một cú đúp trong trận mở màn Champions League của PSG trước Juventus, mang về chiến thắng 2-1 trên sân nhà cho đội bóng thành Paris. Vào ngày 11 tháng 10, anh ghi một quả phạt đền trong trận hòa 1-1 tại Champions League trên sân nhà trước Benfica , trở thành cầu thủ ghi nhiều bàn thắng nhất cho PSG ở các giải đấu châu Âu với 31 bàn thắng. Tuy nhiên, trận đấu diễn ra trong bối cảnh các phương tiện truyền thông đưa tin rằng Mbappé muốn rời PSG vào kỳ chuyển nhượng tháng Giêng , nhưng tin đồn này khiến anh phủ nhận và nói: "Tôi rất hạnh phúc. Tôi chưa bao giờ yêu cầu ra đi vào tháng Giêng." "
Vào ngày 23 tháng 1 năm 2023, Mbappé trở thành cầu thủ PSG đầu tiên ghi được 5 bàn thắng trong một trận đấu, trong đó có cú hat-trick kéo dài 10 phút, trong trận thắng 7–0 trước Pays de Cassel ở vòng 32 Coupe de France . Vào ngày 26 tháng 2, anh ghi hai bàn và kiến tạo một bàn khác khi PSG đánh bại Marseille 3–0 ở Le Classique . Do đó, anh trở thành cầu thủ ghi nhiều bàn thắng nhất mọi thời đại của câu lạc bộ với 200 bàn thắng, cân bằng kỷ lục của Edinson Cavani. Trong trận đấu tiếp theo, giành chiến thắng 4–2 trước Nantes, anh ghi bàn thắng thứ 201 cho PSG, lên ngôi vua phá lưới của câu lạc bộ. Anh kết thúc chiến dịch Ligue 1 với 29 bàn thắng, để trở thành Vua phá lưới mùa thứ 5 liên tiếp, khi PSG giành chức vô địch Ligue 1 lần thứ 11 kỷ lục.  Tiền đạo này cũng kết thúc mùa giải bằng việc nhận giải Cầu thủ xuất sắc nhất năm của Ligue 1 trong mùa giải thứ tư liên tiếp và góp mặt trong Đội hình xuất sắc nhất mùa giải của Ligue 1.

#### 2023-24: Mùa giải cuối cùng và ra đi
Vào ngày 13 tháng 6 năm 2023, thông qua một tuyên bố chính thức được đưa ra thông qua Agence France-Presse , Mbappé đã thông báo quyết định không gia hạn hợp đồng với PSG, hợp đồng sẽ hết hạn vào tháng 6 năm 2024; theo anh ấy, câu lạc bộ đã được thông báo về quyết định của anh ấy kể từ ngày 15 tháng 7 năm 2022. Đáp lại một bài báo do Le Parisien đăng về mong muốn được gia nhập Real Madrid trong kỳ chuyển nhượng mùa hè sắp tới, Mbappé đã tweet rằng tin đồn là "dối trá", khẳng định lại ý định "tiếp tục ở PSG mùa giải tới, nơi anh ấy rất hạnh phúc".  Tuy nhiên, trong buổi ra mắt huấn luyện viên mới Luis Enrique vào ngày 5 tháng 7 năm 2023, chủ tịch PSG Nasser Al-Khelaifi đã làm rõ lập trường của câu lạc bộ về Mbappé, nói rằng "nếu anh ấy muốn ở lại [...] anh ấy cần ký hợp đồng mới". Vào ngày 21 tháng 7, Mbappé bị loại khỏi chuyến du đấu trước mùa giải của PSG tại Nhật Bản. Sau nhiều đồn đoán xung quanh tương lai của anh ấy tại Paris Saint-Germain, một tuyên bố từ câu lạc bộ vào ngày 13 tháng 8 năm 2023 đã xác nhận việc Mbappé tái hòa nhập đội một. Điều này diễn ra sau "các cuộc thảo luận mang tính xây dựng và tích cực" giữa cầu thủ và câu lạc bộ trước trận đấu với Lorient .
Mbappé cuối cùng đã xuất hiện lần đầu tiên ở mùa giải 2023–24 trong trận hòa 1-1 trước Toulouse vào ngày 19 tháng 8, ghi bàn thắng duy nhất cho đội của anh ấy, bàn thắng đầu tiên trong mùa giải của PSG.  Vào ngày 26 tháng 8, anh ghi bàn thắng thứ 150 và 151 tại Ligue 1 cho câu lạc bộ khi PSG đánh bại Lens 3–1 trên sân nhà. Vào ngày 19 tháng 9, Mbappé ghi bàn thắng đầu tiên trong mùa giải tại Champions League cho PSG trong chiến thắng 2–0 trước Borussia Dortmund.  Anh ghi bàn mở tỷ số trong chiến thắng 3–0 trước AC Milan vào ngày thi đấu thứ ba của giải đấu vào ngày 25 tháng 10.  Vào ngày 11 tháng 11, Mbappé ghi hat-trick đầu tiên trong mùa giải trong chiến thắng 3–0 trước Reims, đưa PSG lên vị trí đầu bảng Ligue 1. Vào ngày 28 tháng 11, Mbappé thực hiện một quả phạt đền ở phút bù giờ thứ tám trong trận đấu gặp Newcastle, để cứu vãn hy vọng với trận hòa 1-1 và giúp PSG tiếp tục tham dự Champions League.
Vào ngày 3 tháng 1 năm 2024, Mbappé ghi bàn trong chiến thắng 2-0 gặp Toulouse tại Siêu cúp Pháp 2023, danh hiệu đầu tiên trong mùa giải. Vào ngày 7 tháng 1, Mbappé ghi hat-trick đầu tiên trong năm trong trận thắng Revel 9–0 ở vòng 64 của Coupe de France, trở thành cầu thủ ghi nhiều bàn thắng nhất mọi thời đại của câu lạc bộ trong giải đấu với 30 bàn thắng. Vào ngày 15 tháng 2, nhiều phương tiện truyền thông đồng loạt đưa tin rằng Mbappé đã thông báo với PSG có ý định rời đi sau khi kết thúc mùa giải. Vào ngày 5 tháng 3, anh ghi một cú đúp trong chiến thắng 2-1 trước Real Sociedad ở vòng 16 đội Champions League, giúp PSG giành quyền vào tứ kết lần đầu tiên kể từ mùa giải 2020–21. Vào ngày 16 tháng 3, anh ghi cú đúp trong chiến thắng 4-1 tại trận tứ kết lượt về gặp Barcelona giúp PSG vào bán kết Champions League sau trận lượt đi thua 2-3 trên sân nhà.
Vào ngày 10 tháng 5, Mbappé thông báo trên mạng xã hội rằng anh sẽ rời PSG vào cuối mùa giải và nói rằng anh sẽ không gia hạn hợp đồng đánh dấu sự kết thúc sự nghiệp của anh tại câu lạc bộ. Vào ngày 12 tháng 5, anh chơi trận đấu cuối cùng tại Parc de Princes với tư cách là cầu thủ PSG, ghi một bàn thắng trong trận thua 3-1 trước Toulouse. Anh đã chơi trận đấu cuối cùng của mình cho câu lạc bộ vào ngày 25 tháng 5, góp mặt trong toàn bộ chiến thắng chung kết Coupe de France của PSG trước Lyon, đảm bảo danh hiệu cuối cùng của anh với câu lạc bộ. Ngoài ra, anh đã kết thúc mùa giải cuối cùng của mình với PSG với tư cách là cầu thủ ghi nhiều bàn thắng nhất tại Champions League với 8 bàn thắng, cùng với Harry Kane.

### Real Madrid
Vào ngày 3 tháng 6 năm 2024, câu lạc bộ La Liga Real Madrid thông báo rằng Mbappé đã ký hợp đồng có thời hạn 5 năm với câu lạc bộ, hai ngày sau chiến thắng của câu lạc bộ trước Borussia Dortmund trong trận chung kết UEFA Champions League 2024, khép lại câu chuyện chuyển nhượng kéo dài bảy năm rất được mong đợi. Việc anh chuyển đến Real Madrid đã là chủ đề của những đồn đoán và đàm phán dữ dội, phản ánh vị thế của anh là một trong những cầu thủ được săn đón nhất của bóng đá.  Sau khi ký hợp đồng, anh tuyên bố: "Đó là một giấc mơ trở thành sự thật. Thật hạnh phúc và tự hào khi được gia nhập câu lạc bộ trong mơ của mình... Không ai có thể hiểu được tôi đang phấn khích như thế nào vào lúc này!". Vào ngày 10 tháng 7, Real Madrid thông báo rằng buổi ra mắt của Mbappé sẽ được tổ chức tại Santiago Bernabéu vào ngày 16 tháng 7.  Sau ngày hôm đó, anh đã nhận được chiếc áo số 9, trở thành cầu thủ Real Madrid đầu tiên mặc số áo này kể từ đồng hương Karim Benzema . Vào ngày 16 tháng 7, Mbappé đã được ra mắt với tư cách là cầu thủ mới của Real Madrid tại Santiago Bernabéu.  Buổi ra mắt của anh có sự tham dự của 80.000 khán giả, cùng số lượng với buổi ra mắt của Cristiano Ronaldo vào năm 2009. 

## Sự nghiệp quốc tế

### 2014-2018: Cấp độ trẻ và ra mắt đội tuyển

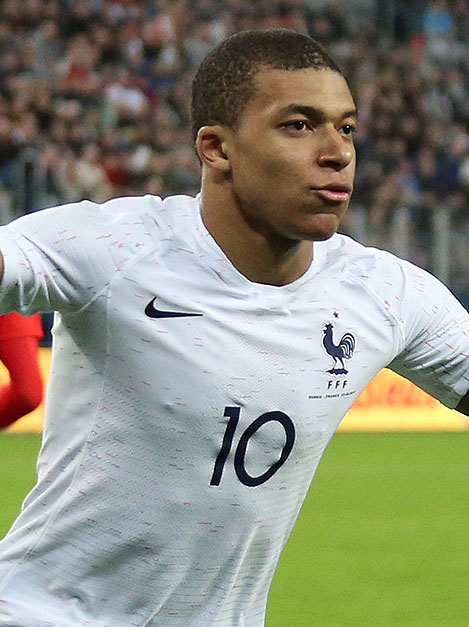
Mbappé chơi cho đội tuyển Pháp vào tháng 3 năm 2018.

Mbappé kết thúc mùa giải đầu tiên tại Monaco khi ghi năm bàn cho đội tuyển U-19 Pháp khi họ giành chức vô địch U-19 Châu Âu 2016, anh thể hiện phong độ xuất sắc trong trận chung kết và chiến thắng 3-1 trước U-19 Bồ Đào Nha tại bán kết.
Mbappe được gọi lên đội tuyển quốc gia Pháp trong trận đấu với Luxembourg và Tây Ban Nha vào tháng 3 năm 2017. Anh có trận ra mắt vào ngày 25 tháng 3, vào sân thay cho Dimitri Payet ở phút thứ 78 trong trận thắng 3–1 tại vòng loại FIFA World Cup 2018 trên sân khách. Qua đó, anh trở thành cầu thủ trẻ thứ hai từ trước đến nay (chỉ sau Maryan Wisniewski) thi đấu cho đội tuyển Pháp khi mới 18 tuổi, 3 tháng và 5 ngày. Vào ngày 31 tháng 8 năm 2017, Mbappé ghi bàn thắng quốc tế đầu tiên trong trận đấu tại vòng loại World Cup 2018 với Hà Lan. Anh đã ghi hai bàn vào lưới đội tuyển Nga trong trận giao hữu vào tháng 3 năm 2018.

### 2018–2021: Vô địch FIFA World Cup

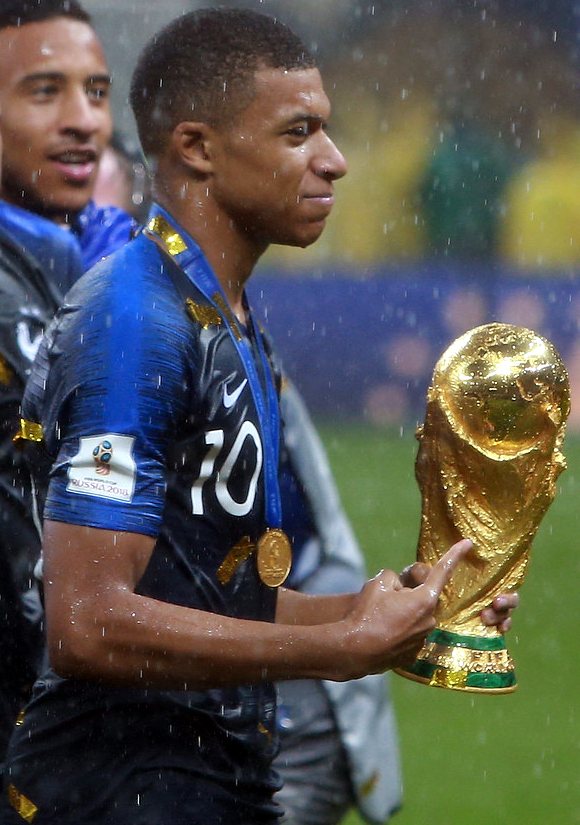
Mbappé nâng cúp vô địch World Cup sau khi Pháp vô địch World Cup 2018

Vào ngày 17 tháng 5 năm 2018, Mbappé được gọi vào đội tuyển Pháp tham dự World Cup 2018 tại Nga. Vào ngày 21 tháng 6 năm 2018, anh ghi bàn thắng đầu tiên tại World Cup trong chiến thắng 1–0 ở bảng C của Pháp trước Peru. Qua đó giúp anh trở thành cầu thủ Pháp trẻ nhất ghi bàn trong lịch sử World Cup ở tuổi 19. Vào ngày 30 tháng 6 năm 2018, anh được mệnh danh là cầu thủ xuất sắc nhất trận đấu trong chiến thắng 4–3 trước Argentina, ghi hai bàn và bị phạm lỗi trong vòng cấm, dẫn đến việc Antoine Griezmann mở tỷ số từ một quả phạt đền. Mbappé là cầu thủ trẻ thứ hai ghi được hai bàn trong một trận đấu ở World Cup sau Pelé năm 1958. Trong một cuộc họp báo sau trận đấu, Mbappé nói: "Thật tuyệt khi trở thành người thứ hai sau Pelé nhưng chúng ta hãy đặt mọi thứ vào hoàn cảnh - Pelé thuộc một đẳng cấp khác."
Vào ngày 15 tháng 7, Mbappé đã ghi bàn bằng một cú sút xa 25 mét vào lưới Croatia trong trận chung kết World Cup 2018, với chiến thắng 4–2. Anh trở thành cầu thủ trẻ thứ hai, sau Pelé, ghi bàn trong một trận chung kết World Cup, và với bốn bàn thắng tại giải đấu, anh nhận được Giải thưởng Cầu thủ trẻ xuất sắc nhất FIFA World Cup. Pelé đã chúc mừng anh trên mạng xã hội và nói rằng "chào mừng đến với câu lạc bộ".
Vào ngày 11 tháng 6 năm 2019, Mbappé đã ghi bàn thắng thứ 100 trong sự nghiệp với chiến thắng 4–0 trước Andorra trên sân khách ở vòng loại Euro 2020.
Vào ngày 5 tháng 9 năm 2020, Mbappé ghi bàn thắng duy nhất cho Pháp trong chiến thắng 1–0 tại UEFA Nations League trước Thụy Điển. Tuy nhiên, hai ngày sau trận đấu, anh có kết quả xét nghiệm dương tính với COVID-19. Anh trở lại thi đấu cho Pháp trong chiến thắng 7–1 trước Ukraine vào ngày 7 tháng 10 năm 2020, một trận đấu mà anh ghi một bàn và có một pha kiến tạo. Một tuần sau, anh ghi bàn thắng quyết định trong chiến thắng 1-2 trước Croatia. Pháp đứng đầu bảng đấu Nations League của họ và đủ điều kiện tham dự Vòng chung kết UEFA Nations League 2021.
UEFA Euro 2020 đã bị hoãn lại một năm vì đại dịch COVID-19 .  Vào ngày 18 tháng 5 năm 2021, Mbappé được gọi vào đội tuyển Pháp tham dự UEFA Euro 2020, giải đấu quốc tế lớn thứ hai của anh. Vào ngày 15 tháng 6, anh ghi một bàn thắng và kiến tạo một bàn thắng khác, cả hai bàn thắng này sau đó đều bị coi là việt vị , trong trận đấu vòng bảng với Đức . Vào ngày 28 tháng 6, anh kiến tạo bàn thắng đầu tiên của Karim Benzema trong trận đấu với Thụy Sĩ ở vòng 16 đội. Sau khi hòa 3–3, trận đấu chuyển đến loạt sút luân lưu; Mbappé không thực hiện thành công quả phạt đền thứ năm quyết định, Pháp bị loại khỏi giải đấu. Ngoài ra, anh đã không ghi bàn trong bất kỳ một trận đấu nào tại giải.

### 2021–2023: Vô địch Nations League và vào chung kết World Cup lần thứ hai liên tiếp

Mbappé chơi cho Pháp trong trận đấu vòng loại FIFA World Cup 2022 với ở Paris diễn ra sau sân vận động đóng kín, tháng 3 năm 2021

Trong trận bán kết Nations League vào ngày 7 tháng 10 năm 2021, Mbappé kiến tạo cho Benzema và sau đó tự mình ghi bàn từ chấm phạt đền giúp Pháp lội ngược dòng đánh bại Bỉ 3–2. Trong trận đấu này, anh đã có lần ra sân thứ 50 cho Les Bleus khi mới 22 tuổi 9 tháng rưỡi.  Trong trận chung kết với Tây Ban Nha, anh một lần nữa kiến tạo để Benzema gỡ hòa, và sau đó ghi bàn thắng ấn định chiến thắng 2-1 giúp Pháp giành chức vô địch đầu tiên. Với hai bàn thắng và hai pha kiến tạo trong trận chung kết Nations League, Mbappé đã được trao Chiếc giày vàng của giải đấu, được gọi là " Cúp Vua phá lưới Alipay ."
Vào ngày 13 tháng 11, Mbappé ghi bàn thắng đầu tiên ở vòng loại World Cup 2022 bằng cách ghi bốn bàn vào lưới trong chiến thắng 8–0 trước Kazakhstan , khi Pháp giành được suất tham dự vòng chung kết của giải đấu. Siêu hat-trick của anh, bao gồm hat-trick trong hiệp một kéo dài 32 phút, là cú hat-trick đầu tiên của anh trong một trận đấu quốc tế, cũng như cú hat-trick thi đấu đầu tiên ghi cho Pháp kể từ Dominique Rocheteau năm 1985.  Ba ngày sau, Mbappé ghi bàn và có đường kiến tạo thứ năm liên tiếp cho Benzema trong chiến thắng 2–0 trên sân khách trước Phần Lan ở vòng loại World Cup vừa qua.
Pháp bắt đầu chiến dịch FIFA World Cup 2022 tại Qatar gặp Úc vào ngày 22 tháng 11 năm 2022. Trong trận đấu, Mbappé đã tham gia vào 3 bàn thắng của Pháp trong chiến thắng 4–1; anh ấy là người chuẩn bị cho bàn thắng thứ hai, ghi bàn thứ ba - đánh đầu từ đường chuyền của Ousmane Dembélé , và kiến tạo cho Olivier Giroud ghi bàn thắng thứ tư. Bốn ngày sau, Mbappé lập cú đúp cho Pháp trong chiến thắng 2-1 trước Đan Mạch , đảm bảo suất vào vòng loại trực tiếp và qua đó phá vỡ " Lời nguyền của nhà vô địch World Cup ". Ở vòng loại trực tiếp vòng 16 đội với Ba Lan , Mbappé ghi thêm hai bàn nữa, bàn đầu tiên vào lưới từ cự ly 16 mét và bàn thứ hai là một cú cứa lòng vào góc xa, trong chiến thắng 3–1.
Sau khi góp mặt trong chiến thắng của Pháp trước Anh và Maroc ở vòng tứ kết và bán kết, Mbappé trở thành cầu thủ thứ hai trong lịch sử lập hat-trick trong một trận chung kết World Cup, ghi ba bàn vào lưới Argentina tại chung kết World Cup 2022. Albiceleste dẫn trước 2–0 khi chỉ còn hơn mười phút, trước khi cầu thủ người Pháp ghi hai bàn trong hai phút, bàn thứ hai là cú vô lê sau khi phối hợp một hai với Marcus Thuram . Trong hiệp phụ , Argentina lại dẫn trước nhờ công của Messi, đồng đội ở PSG của Mbappé, trước khi tiền đạo này ghi một quả phạt đền nâng tỉ số lên 3–3, chỉ bốn phút sau khi hiệp phụ kết thúc. Trận đấu chuyển sang loạt sút luân lưu ; Mbappé đã thực hiện thành công quả phạt đền, nhưng Pháp đã thua sau những pha bỏ lỡ của Kingsley Coman và Aurélien Tchouaméni . Mbappé đã giành được Chiếc giày vàng của giải đấu với 8 bàn thắng và trở thành cầu thủ ghi nhiều bàn thắng nhất mọi thời đại ở vị trí thứ sáu  trong lịch sử World Cup với 12 bàn thắng, cùng hạng với Pelé và anh cũng là cầu thủ đầu tiên ghi được 8 bàn thắng tại giải đấu nhiều nhất kể từ Ronaldo năm 2002. Ghi một bàn thắng trong trận chung kết năm 2018, Mbappé cũng trở thành cầu thủ ghi nhiều bàn thắng nhất trong các trận chung kết World Cup, với 4 bàn thắng, và cú hat-trick của anh là cú hat-trick đầu tiên trong một trận chung kết nam kể từ Geoff Hurst cho đội tuyển Anh năm 1966 .

### 2023–nay: Băng đội trưởng và vòng loại Euro
Vào ngày 21 tháng 3 năm 2023, sau khi Hugo Lloris nghỉ thi đấu quốc tế , huấn luyện viên Didier Deschamps đã bổ nhiệm Mbappé làm đội trưởng mới của Pháp trước chiến dịch vòng loại UEFA Euro 2024 của họ. Ba ngày sau, trong trận đấu đầu tiên với tư cách đội trưởng, anh đã dẫn dắt Pháp giành chiến thắng 4–0 trước Hà Lan, bằng cách kiến tạo cho Antoine Griezmann ghi bàn và ghi một cú đúp. Vào ngày 19 tháng 6, Mbappé ghi một quả phạt đền trong chiến thắng 1–0 trước Hy Lạp , bàn thắng thứ 40 của anh cho Les Bleus . Cùng đêm đó, anh cũng trở thành cầu thủ trẻ nhất ra sân 70 lần cho tuyển Pháp. Vào ngày 13 tháng 10, Mbappé ghi hai bàn thắng cho Pháp trong chiến thắng 2-1 trước Hà Lan, đảm bảo suất tham dự UEFA Euro 2024 . Anh cũng vượt qua Michel Platini để trở thành cầu thủ ghi bàn nhiều thứ tư mọi thời đại cho Pháp. Vào ngày 18 tháng 11, Mbappé ghi một hat-trick và có ba đường kiến tạo trong chiến thắng 14–0 trước Gibraltar , chiến thắng đậm nhất từ trước đến nay của Pháp. Bàn thắng thứ ba trong trận đấu của anh, một cú sút xa từ "cự ly 40 mét", là bàn thắng thứ 300 trong sự nghiệp của anh. Anh cũng vượt qua Griezmann để trở thành cầu thủ ghi nhiều bàn thắng thứ ba mọi thời đại cho tuyển Pháp, đạt 46 bàn thắng.
Trong trận mở màn Euro 2024 của Pháp họ đã giành chiến thắng 1–0 trước Áo, Mbappé đã giúp tạo ra bàn thắng duy nhất của trận đấu - một bàn phản lưới nhà - khi đường chuyền của anh ấy bị Maximilian Wöber phá vào lưới nhà; tuy nhiên, Mbappé sau đó bị gãy mũi trong trận đấu, khiến anh ấy phải thay ra và phải ngồi ngoài trong trận đấu tiếp theo với Hà Lan. Trong trận đấu vòng bảng cuối cùng với Ba Lan, anh ấy đã ghi bàn thắng đầu tiên của mình tại Giải vô địch bóng đá châu Âu từ một quả phạt đền trong trận hòa 1–1, giúp Pháp tiến vào vòng loại trực tiếp sau khi đứng thứ hai trong bảng của họ sau Áo với năm điểm. Ở vòng bán kết, anh ấy đã kiến tạo cho bàn thắng mở tỷ số của Randal Kolo Muani trong trận thua ngược 2–1 trước Tây Ban Nha. Sau khi bị loại khỏi giải đấu, trong một cuộc phỏng vấn sau trận, Mbappé đã mô tả màn trình diễn tại Giải vô địch châu Âu của mình là một 'thất bại'.

## Phong cách chơi bóng

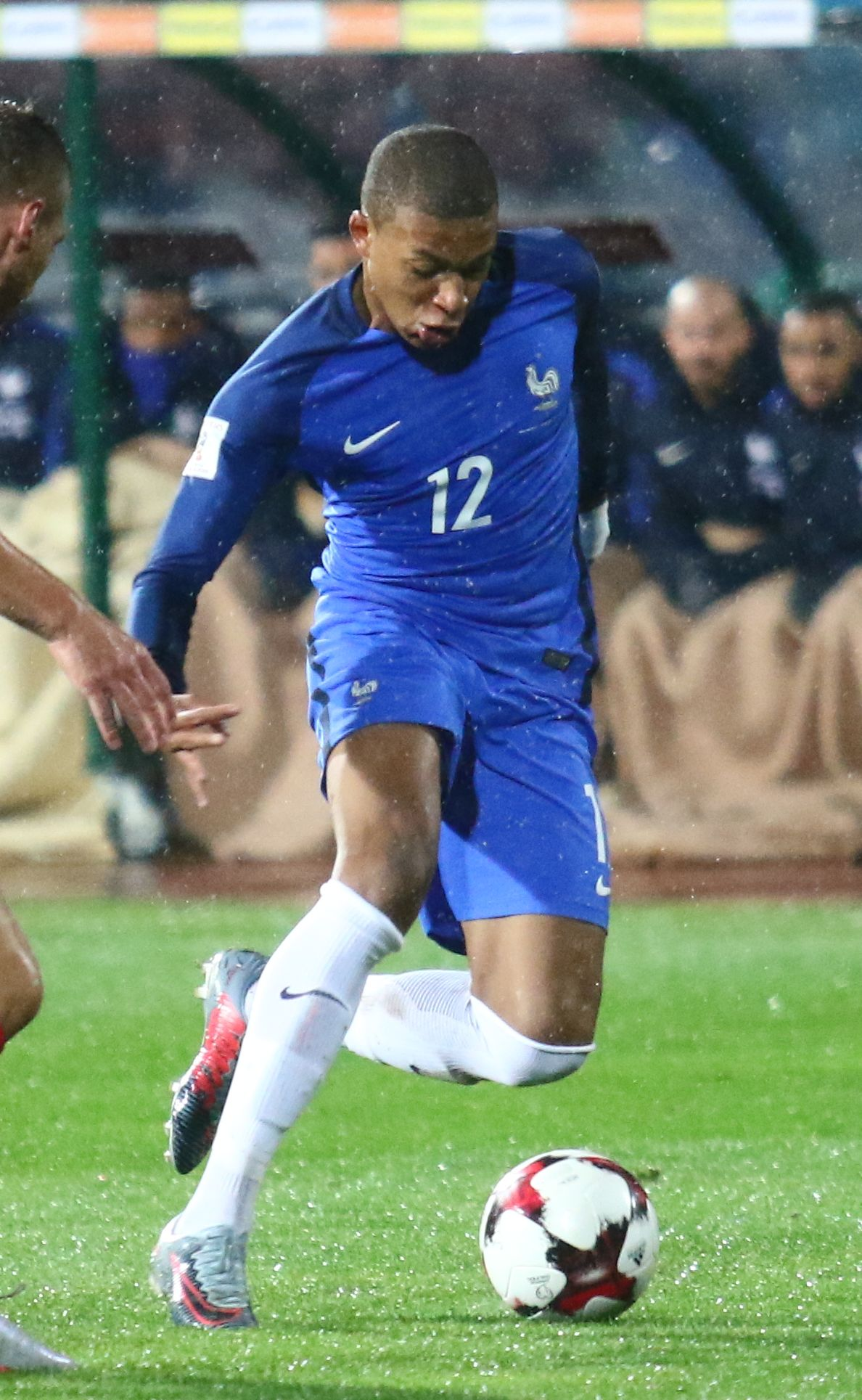
Cách đi bóng của Mbappé được so sánh với các cựu tiền đạo Thierry Henry và Ronaldo

Mbappé được Arsène Wenger mô tả là một "tài năng bóng đá kiệt xuất", người "có những điểm tương đồng với Thierry Henry". Tài năng và màn trình diễn của anh cho đội tuyển Pháp tại World Cup 2018 cũng khiến anh được so sánh với Pelé trên các phương tiện truyền thông. Là một tiền đạo đa năng, Mbappé thường chơi như một tiền vệ cánh và có thể chơi ở hai bên cánh, do khả năng thuận cả hai chân của anh. Mbappé có khả năng băng cắt vào trung lộ bằng cái chân phải đầy mạnh mẽ của mình từ bên cánh trái, anh cũng có thể tạo cơ hội và hỗ trợ đồng đội từ cánh phải nhờ tầm nhìn của anh. Anh cũng có thể chơi ở vị trí trung tâm như một tiền đạo chính thức, nhờ sự điềm tĩnh, dứt điểm nhạy bén và nhãn quan săn bàn. Là một cầu thủ rất khéo léo, Mbappé còn được biết đến với khả năng rê bóng tuyệt vời, cũng như khả năng tăng tốc bùng nổ, sự lanh lợi, đôi chân nhanh nhẹn và sự sáng tạo khi cầm bóng, thể hiện qua việc anh sử dụng những pha nhử bóng đầy tinh tế, chẳng hạn như đảo chân, hoặc thay đổi tốc độ đột ngột để đánh bại đối thủ trong các tình huống một chọi một. Mặc dù có thân hình cao gầy, anh cũng là một vận động viên điền kinh có năng khiếu về thể lực.
Ngoài kỹ thuật điêu luyện, Mbappé còn được đánh giá cao nhờ tốc độ vượt trội và giữ bóng chắc chắn khi rê bóng tốc độ cao, cũng như khả năng di chuyển, chiến thuật thông minh tuyệt vời, và khả năng đánh bại hàng phòng ngự bằng việc thực hiện những đòn tấn công vào khoảng trống cả khi có bóng lẫn không bóng. Khả năng tính toán thời gian chạy chỗ cũng cho phép anh kéo giãn hàng phòng ngự đối phương, và khiến anh trở thành một mối đe dọa nguy hiểm trong các đợt phản công. Vào tháng 4 năm 2017, cựu tuyển thủ Pháp Nicolas Anelka nói rằng khả năng chạy chỗ vào hàng phòng ngự của Mbappé khiến anh nhớ đến Ronaldo của Thế vận hội 1996 và Mbappé có những đặc điểm của một cầu thủ đẳng cấp thế giới. Mbappé được mệnh danh là cầu thủ nhanh nhất thế giới trong bảng xếp hạng của tờ Le Figaro. Stefan de Vrij, trung vệ của Inter Milan và đội tuyển Hà Lan, khi được hỏi về đối thủ khó khăn nhất của mình, anh đã xếp Mbappé trước bất kỳ ai khác, kể cả thần tượng thời thơ ấu của Mbappé là Cristiano Ronaldo. Năm 2018, Mbappé được coi là cầu thủ đắt giá nhất thế giới từ góc độ giá trị chuyển nhượng bởi CIES.

## Hoạt động khác

### Đời tư
Trong một cuộc phỏng vấn năm 2018 với Time, Mbappé đã nói về những hy sinh anh đã phải chịu khi còn là một thiếu niên để tập trung vào sự phát triển đam mê bóng đá của mình: "Tôi không có những giây phút được gọi là bình thường trong thời niên thiếu, như đi chơi với bạn bè, tận hưởng những khoảng thời gian vui vẻ." Nhưng mặc dù bỏ lỡ một cuộc sống "bình thường", Mbappé nói rằng anh đang "sống cuộc sống mà anh luôn mơ ước". Chỉ hơn bốn năm thi đấu chuyên nghiệp, anh đã có hơn 50 triệu người theo dõi trên Instagram. Trong khi anh thừa nhận "cuộc sống của mình đã bị đảo lộn hoàn toàn" kể từ khi anh lần đầu bước ra ánh sáng, Mbappé nói rằng anh "cảm thấy hạnh phúc".

### Truyền thông và tài trợ
Mbappé có hợp đồng tài trợ với nhà cung cấp thiết bị và quần áo thể thao Nike. Vào năm 2017, tài năng phi thường của anh đã khiến Nike ra mắt đôi giày bóng đá cá nhân hóa cho riêng anh ở tuổi 18, Kylian Mbappé Nike Hypervenom 3. Vào năm 2018, anh đã trình làng đôi giày Nike Mercurial Superfly VI được lấy cảm hứng từ đôi giày Mercurial R9 của cựu tiền đạo người Brazil Ronaldo. Năm 2018, nhà sản xuất đồng hồ Thụy Sĩ Hublot đã bổ nhiệm Mbappé làm đại sứ toàn cầu.
Mbappé xuất hiện trong loạt trò chơi điện tử FIFA: FIFA 18, anh có xếp hạng tiềm năng cao nhất là 94. Màn ăn mừng bàn thắng đặc trưng của anh – tư thế khoanh tay và đặt tay dưới nách – được lấy cảm hứng từ người em trai Ethan, người sẽ ăn mừng theo cách này sau khi đánh bại Kylian trong FIFA. Màn ăn mừng này xuất hiện trong FIFA 19. Mbappé nổi bật với tư cách là ngôi sao trên bìa đĩa trò chơi điện tử FIFA 21, anh trở thành người trẻ nhất xuất hiện trên bìa.

### Từ thiện

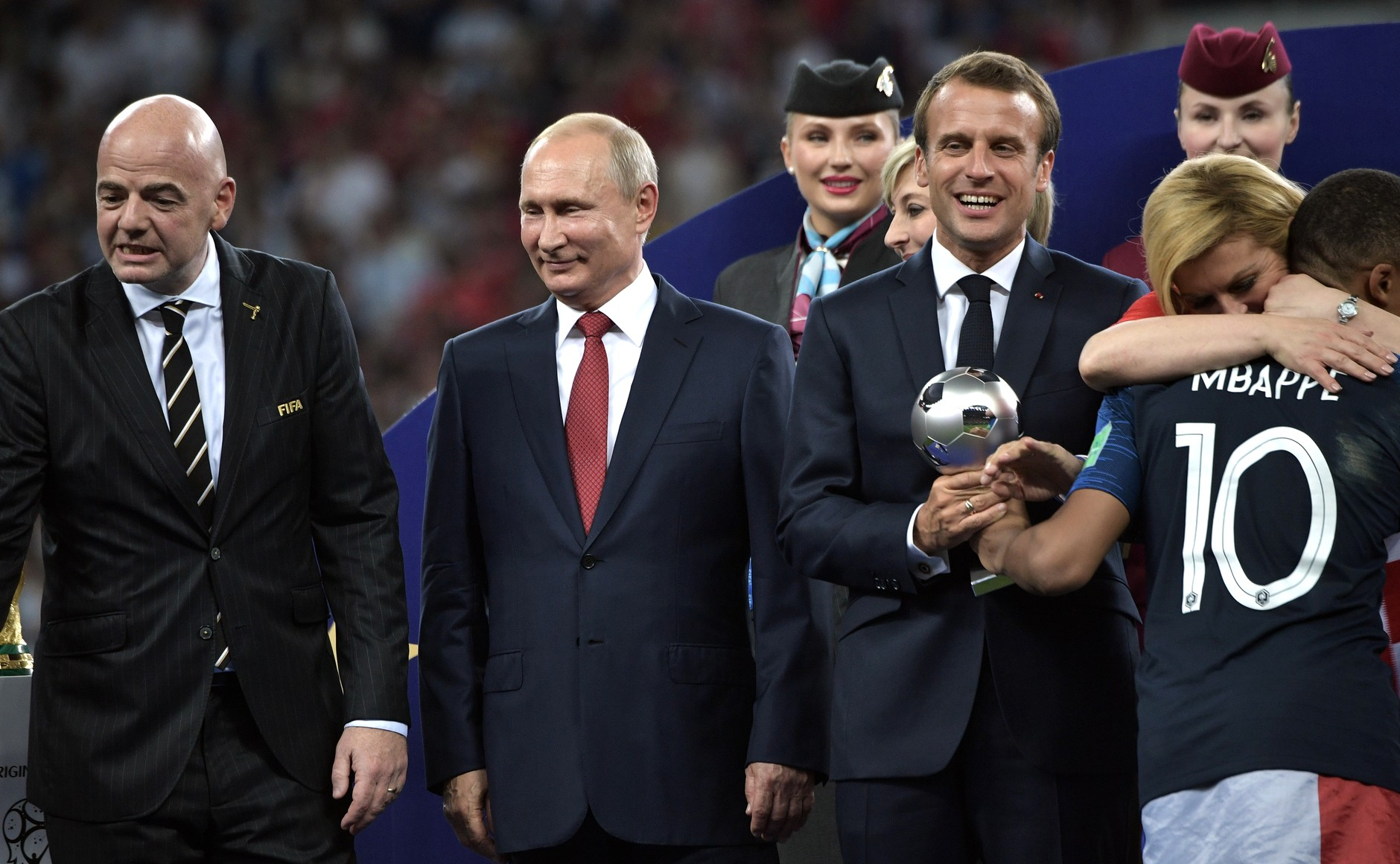
Mbappé (trong ảnh đang nhận giải thưởng cầu thủ trẻ xuất sắc nhất FIFA World Cup bên cạnh Tổng thống Nga Vladimir Putin và Tổng thống Pháp Emmanuel Macron) đã gặp tổng thống Pháp vào tháng 2 năm 2018 để thảo luận về một dự án thể thao ở Châu Phi.

Vào ngày 22 tháng 2 năm 2018, Mbappé cùng với hai tiền đạo xuất sắc nhất châu Phi, cựu tiền đạo AC Milan và đương kim Tổng thống Liberia George Weah, cựu tiền đạo Chelsea và đội tuyển Bờ Biển Ngà Didier Drogba trong cuộc gặp với Tổng thống Pháp Emmanuel Macron và chủ tịch FIFA Gianni Infantino tại Điện Élysée ở Paris tập trung thực hiện một dự án phát triển thể thao ở châu Phi. Mbappé nói rằng sự phát triển của thể thao châu Phi là quan trọng đối với anh do nguồn gốc châu Phi của cha mẹ anh.
Vào ngày 28 tháng 1 năm 2019, Mbappé đã quyên góp 34.000 đô la (khoảng 26.000 bảng Anh) vào một chiến dịch huy động vốn từ cộng đồng tài trợ cho nhiệm vụ tìm kiếm cầu thủ bóng đá Emiliano Sala, người bị mất tích trên chiếc máy bay hạng nhẹ một tuần trước đó. Sau đó, vào ngày 10 tháng 2 năm 2019, Mbappé quyên góp thêm 27.000 bảng Anh cho chiến dịch GoFundMe được tạo ra để tài trợ cho việc tìm kiếm phi công vẫn mất tích của chiếc máy bay, David Ibbotson.

## Thống kê sự nghiệp

### Câu lạc bộ
Tính đến ngày 9 tháng 7 năm 2025
| Câu lạc bộ                 | Mùa giải            | Giải đấu            | Giải đấu | Giải đấu | Cúp quốc gia | Cúp quốc gia | Cúp Liên đoàn | Cúp Liên đoàn | Châu Âu | Châu Âu | Khác | Khác | Tổng cộng | Tổng cộng |
| Câu lạc bộ                 | Mùa giải            | Hạng đấu            | Trận     | Bàn      | Trận         | Bàn          | Trận          | Bàn           | Trận    | Bàn     | Trận | Bàn  | Trận      | Bàn       |
| -------------------------- | ------------------- | ------------------- | -------- | -------- | ------------ | ------------ | ------------- | ------------- | ------- | ------- | ---- | ---- | --------- | --------- |
| Monaco II                  | 2015–16             | CFA                 | 10       | 2        | —            | —            | —             | —             | —       | —       | —    | —    | 10        | 2         |
| Monaco II                  | 2016–17             | CFA                 | 2        | 2        | —            | —            | —             | —             | —       | —       | —    | —    | 2         | 2         |
| Monaco II                  | Tổng cộng           | Tổng cộng           | 12       | 4        | —            | —            | —             | —             | —       | —       | —    | —    | 12        | 4         |
| Monaco                     | 2015–16             | Ligue 1             | 11       | 1        | 1            | 0            | 1             | 0             | 1       | 0       | —    | —    | 14        | 1         |
| Monaco                     | 2016–17             | Ligue 1             | 29       | 15       | 3            | 2            | 3             | 3             | 9       | 6       | —    | —    | 44        | 26        |
| Monaco                     | 2017–18             | Ligue 1             | 1        | 0        | —            | —            | —             | —             | —       | —       | 1    | 0    | 2         | 0         |
| Monaco                     | Tổng cộng           | Tổng cộng           | 41       | 16       | 4            | 2            | 4             | 3             | 10      | 6       | 1    | 0    | 60        | 27        |
| Paris Saint-Germain (mượn) | 2017–18             | Ligue 1             | 27       | 13       | 5            | 4            | 4             | 0             | 8       | 4       | —    | —    | 44        | 21        |
| Paris Saint-Germain        | 2018–19             | Ligue 1             | 29       | 33       | 4            | 2            | 2             | 0             | 8       | 4       | 0    | 0    | 43        | 39        |
| Paris Saint-Germain        | 2019–20             | Ligue 1             | 20       | 18       | 3            | 4            | 3             | 2             | 10      | 5       | 1    | 1    | 37        | 30        |
| Paris Saint-Germain        | 2020–21             | Ligue 1             | 31       | 27       | 5            | 7            | —             | —             | 10      | 8       | 1    | 0    | 47        | 42        |
| Paris Saint-Germain        | 2021–22             | Ligue 1             | 35       | 28       | 3            | 5            | —             | —             | 8       | 6       | 0    | 0    | 46        | 39        |
| Paris Saint-Germain        | 2022–23             | Ligue 1             | 34       | 29       | 1            | 5            | —             | —             | 8       | 7       | 0    | 0    | 43        | 41        |
| Paris Saint-Germain        | 2023–24             | Ligue 1             | 29       | 27       | 6            | 8            | —             | —             | 12      | 8       | 1    | 1    | 48        | 44        |
| Paris Saint-Germain        | Tổng cộng           | Tổng cộng           | 205      | 175      | 27           | 35           | 9             | 2             | 64      | 42      | 3    | 2    | 308       | 256       |
| Real Madrid                | 2024–25             | La Liga             | 34       | 31       | 4            | 2            | —             | —             | 14      | 7       | 7    | 4    | 59        | 44        |
| Real Madrid                | 2025–26             | La Liga             | 0        | 0        | 0            | 0            | —             | —             | 0       | 0       | 0    | 0    | 0         | 0         |
| Real Madrid                | Tổng cộng           | Tổng cộng           | 34       | 31       | 4            | 2            | —             | —             | 14      | 7       | 7    | 4    | 59        | 44        |
| Tổng cộng sự nghiệp        | Tổng cộng sự nghiệp | Tổng cộng sự nghiệp | 292      | 226      | 35           | 39           | 13            | 5             | 88      | 55      | 11   | 6    | 439       | 331       |

1. ↑  Bao gồm Coupe de France, Copa del Rey
2. ↑  Bao gồm Coupe de la Ligue
3. ↑  Số lần ra sân tại UEFA Europa League
4. 1 2 3 4 5 6 7 8 9  Số lần ra sân tại UEFA Champions League
5. 1 2 3 4  Ra sân tại Trophée des Champions
6. ↑  Một lần ra sân và một bàn thắng tại UEFA Super Cup, một lần ra sân và một bàn thắng tại FIFA Intercontinental Cup, hai lần ra sân và một bàn thắng tại Supercopa de España, ba lần ra sân và một bàn thắng tại FIFA Club World Cup

### Quốc tế

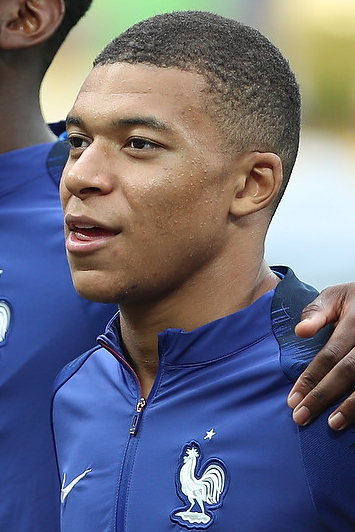
Mbappé với Pháp tại FIFA World Cup 2018

Tính đến ngày 8 tháng 6 năm 2025
| Đội tuyển quốc gia | Năm       | Trận | Bàn |
| ------------------ | --------- | ---- | --- |
| Pháp               | 2017      | 10   | 1   |
| Pháp               | 2018      | 18   | 9   |
| Pháp               | 2019      | 6    | 3   |
| Pháp               | 2020      | 5    | 3   |
| Pháp               | 2021      | 14   | 8   |
| Pháp               | 2022      | 13   | 12  |
| Pháp               | 2023      | 9    | 10  |
| Pháp               | 2024      | 11   | 2   |
| Pháp               | 2025      | 4    | 2   |
| Tổng cộng          | Tổng cộng | 90   | 50  |

### Bàn thắng quốc tế
| #  | Ngày                 | Địa điểm                                          | Số trận | Đối thủ     | Bàn thắng | Kết quả               | Giải đấu                                |         |
| -- | -------------------- | ------------------------------------------------- | ------- | ----------- | --------- | --------------------- | --------------------------------------- | ------- |
| 1  | 31 tháng 8 năm 2017  | Stade de France, Saint-Denis, Pháp                | 5       | Hà Lan      | 4–0       | 4–0                   | Vòng loại FIFA World Cup 2018           | [ 202 ] |
| 2  | 27 tháng 3 năm 2018  | Sân vận động Krestovsky, Saint Petersburg, Nga    | 12      | Nga         | 1–0       | 3–1                   | Giao hữu                                | [ 203 ] |
| 3  | 27 tháng 3 năm 2018  | Sân vận động Krestovsky, Saint Petersburg, Nga    | 12      | Nga         | 3–1       | 3–1                   | Giao hữu                                | [ 203 ] |
| 4  | 9 tháng 6 năm 2018   | Parc Olympique Lyonnais, Décines-Charpieu, Pháp   | 15      | Hoa Kỳ      | 1–1       | 1–1                   | Giao hữu                                | [ 204 ] |
| 5  | 21 tháng 6 năm 2018  | Ekaterinburg Arena, Yekaterinburg, Nga            | 17      | Perú        | 1–0       | 1–0                   | FIFA World Cup 2018                     | [ 205 ] |
| 6  | 30 tháng 6 năm 2018  | Kazan Arena, Kazan, Nga                           | 19      | Argentina   | 3–2       | 4–3                   | FIFA World Cup 2018                     | [ 206 ] |
| 7  | 30 tháng 6 năm 2018  | Kazan Arena, Kazan, Nga                           | 19      | Argentina   | 4–2       | 4–3                   | FIFA World Cup 2018                     | [ 206 ] |
| 8  | 15 tháng 7 năm 2018  | Sân vận động Luzhniki, Moscow, Nga                | 22      | Croatia     | 4–1       | 4–2                   | FIFA World Cup 2018                     | [ 207 ] |
| 9  | 9 tháng 9 năm 2018   | Stade de France, Saint-Denis, Pháp                | 24      | Hà Lan      | 1–0       | 2–1                   | UEFA Nations League 2018–19             | [ 208 ] |
| 10 | 11 tháng 10 năm 2018 | Stade de Roudourou, Guingamp, Pháp                | 25      | Iceland     | 2–2       | 2–2                   | Giao hữu                                | [ 209 ] |
| 11 | 22 tháng 3 năm 2019  | Sân vận động Zimbru, Chișinău, Moldova            | 29      | Moldova     | 4–0       | 4–1                   | Vòng loại UEFA Euro 2020                | [ 210 ] |
| 12 | 25 tháng 3 năm 2019  | Stade de France, Saint-Denis, Pháp                | 30      | Iceland     | 3–0       | 4–0                   | Vòng loại UEFA Euro 2020                | [ 211 ] |
| 13 | 11 tháng 6 năm 2019  | Estadi Nacional, Andorra la Vella, Andorra        | 33      | Andorra     | 1–0       | 4–0                   | Vòng loại UEFA Euro 2020                | [ 212 ] |
| 14 | 5 tháng 9 năm 2020   | Friends Arena, Solna, Thuỵ Điển                   | 35      | Thụy Điển   | 1–0       | 1–0                   | UEFA Nations League 2020–21             | [ 213 ] |
| 15 | 7 tháng 10 năm 2020  | Stade de France, Saint-Denis, Pháp                | 36      | Ukraina     | 6–1       | 7–1                   | Giao hữu                                | [ 214 ] |
| 16 | 14 tháng 10 năm 2020 | Stadion Maksimir, Zagreb, Croatia                 | 38      | Croatia     | 2–1       | 2–1                   | UEFA Nations League 2020–21             | [ 215 ] |
| 17 | 2 tháng 6 năm 2021   | Allianz Riviera, Nice, Pháp                       | 43      | Wales       | 1–0       | 3–0                   | Giao hữu                                | [ 216 ] |
| 18 | 7 tháng 10 năm 2021  | Sân vận động Juventus, Turin, Ý                   | 50      | Bỉ          | 2–2       | 3–2                   | Chung kết UEFA Nations League 2021      | [ 217 ] |
| 19 | 10 tháng 10 năm 2021 | San Siro, Milan, Ý                                | 51      | Tây Ban Nha | 2–1       | 2–1                   | Chung kết UEFA Nations League 2021      | [ 218 ] |
| 20 | 13 tháng 11 năm 2021 | Parc des Princes, Paris, Pháp                     | 52      | Kazakhstan  | 1–0       | 8–0                   | Vòng loại FIFA World Cup 2022           | [ 219 ] |
| 21 | 13 tháng 11 năm 2021 | Parc des Princes, Paris, Pháp                     | 52      | Kazakhstan  | 2–0       | 8–0                   | Vòng loại FIFA World Cup 2022           | [ 219 ] |
| 22 | 13 tháng 11 năm 2021 | Parc des Princes, Paris, Pháp                     | 52      | Kazakhstan  | 3–0       | 8–0                   | Vòng loại FIFA World Cup 2022           | [ 219 ] |
| 23 | 13 tháng 11 năm 2021 | Parc des Princes, Paris, Pháp                     | 52      | Kazakhstan  | 8–0       | 8–0                   | Vòng loại FIFA World Cup 2022           | [ 219 ] |
| 24 | 16 tháng 11 năm 2021 | Sân vận động Olympic Helsinki, Helsinki, Phần Lan | 53      | Phần Lan    | 2–0       | 2–0                   | Vòng loại FIFA World Cup 2022           | [ 220 ] |
| 25 | 29 tháng 3 năm 2022  | Stade Pierre-Mauroy, Villeneuve-d'Ascq, Pháp      | 54      | Nam Phi     | 1–0       | 5–0                   | Giao hữu                                | [ 221 ] |
| 26 | 29 tháng 3 năm 2022  | Stade Pierre-Mauroy, Villeneuve-d'Ascq, Pháp      | 54      | Nam Phi     | 3–0       | 5–0                   | Giao hữu                                | [ 221 ] |
| 27 | 10 tháng 6 năm 2022  | Ernst-Happel-Stadion, Vienna, Áo                  | 56      | Áo          | 1–1       | 1–1                   | UEFA Nations League 2022–23             | [ 222 ] |
| 28 | 22 tháng 9 năm 2022  | Stade de France, Saint-Denis, Pháp                | 58      | Áo          | 1–0       | 2–0                   | UEFA Nations League 2022–23             | [ 223 ] |
| 29 | 22 tháng 11 năm 2022 | Sân vận động Al Janoub, Al Wakrah, Qatar          | 60      | Áo          | 3–1       | 4–1                   | FIFA World Cup 2022                     | [ 224 ] |
| 30 | 26 tháng 11 năm 2022 | Sân vận động 974, Doha, Qatar                     | 61      | Đan Mạch    | 1–0       | 2–1                   | FIFA World Cup 2022                     | [ 225 ] |
| 31 | 26 tháng 11 năm 2022 | Sân vận động 974, Doha, Qatar                     | 61      | Đan Mạch    | 2–1       | 2–1                   | FIFA World Cup 2022                     | [ 225 ] |
| 32 | 4 tháng 12 năm 2022  | Sân vận động Al Thumama, Doha, Qatar              | 63      | Ba Lan      | 2–0       | 3–1                   | FIFA World Cup 2022                     | [ 226 ] |
| 33 | 4 tháng 12 năm 2022  | Sân vận động Al Thumama, Doha, Qatar              | 63      | Ba Lan      | 3–0       | 3–1                   | FIFA World Cup 2022                     | [ 226 ] |
| 34 | 18 tháng 12 năm 2022 | Sân vận động Lusail Iconic, Lusail, Qatar         | 66      | Argentina   | 1–2       | 3–3 (s.h.p.), (2–4 p) | FIFA World Cup 2022                     | [ 227 ] |
| 35 | 18 tháng 12 năm 2022 | Sân vận động Lusail Iconic, Lusail, Qatar         | 66      | Argentina   | 2–2       | 3–3 (s.h.p.), (2–4 p) | FIFA World Cup 2022                     | [ 227 ] |
| 36 | 18 tháng 12 năm 2022 | Sân vận động Lusail Iconic, Lusail, Qatar         | 66      | Argentina   | 3–3       | 3–3 (s.h.p.), (2–4 p) | FIFA World Cup 2022                     | [ 227 ] |
| 37 | 24 tháng 3 năm 2023  | Stade de France, Saint-Denis, Pháp                | 67      | Hà Lan      | 3–0       | 4–0                   | Vòng loại UEFA Euro 2024                | [ 228 ] |
| 38 | 24 tháng 3 năm 2023  | Stade de France, Saint-Denis, Pháp                | 67      | Hà Lan      | 4–0       | 4–0                   | Vòng loại UEFA Euro 2024                | [ 228 ] |
| 39 | 16 tháng 6 năm 2023  | Estádio Algarve, Almancil, Bồ Đào Nha             | 69      | Gibraltar   | 2–0       | 3–0                   | Vòng loại UEFA Euro 2024                | [ 229 ] |
| 40 | 19 tháng 6 năm 2023  | Stade de France, Saint-Denis, Pháp                | 70      | Hy Lạp      | 1–0       | 1–0                   | Vòng loại UEFA Euro 2024                | [ 230 ] |
| 41 | 13 tháng 10 năm 2023 | Johan Cruyff Arena, Amsterdam, Hà Lan             | 72      | Hà Lan      | 1–0       | 2–1                   | Vòng loại UEFA Euro 2024                | [ 231 ] |
| 42 | 13 tháng 10 năm 2023 | Johan Cruyff Arena, Amsterdam, Hà Lan             | 72      | Hà Lan      | 2–0       | 2–1                   | Vòng loại UEFA Euro 2024                | [ 231 ] |
| 43 | 17 tháng 10 năm 2023 | Stade Pierre-Mauroy, Lille, Pháp                  | 73      | Scotland    | 3–1       | 4–1                   | Giao hữu                                | [ 232 ] |
| 44 | 18 tháng 11 năm 2023 | Allianz Riviera, Nice, Pháp                       | 74      | Gibraltar   | 4–0       | 14–0                  | Vòng loại UEFA Euro 2024                | [ 233 ] |
| 45 | 18 tháng 11 năm 2023 | Allianz Riviera, Nice, Pháp                       | 74      | Gibraltar   | 11–0      | 14–0                  | Vòng loại UEFA Euro 2024                | [ 233 ] |
| 46 | 18 tháng 11 năm 2023 | Allianz Riviera, Nice, Pháp                       | 74      | Gibraltar   | 12–0      | 14–0                  | Vòng loại UEFA Euro 2024                | [ 233 ] |
| 47 | 5 tháng 6 năm 2024   | Stade Saint-Symphorien, Longeville-lès-Metz, Pháp | 78      | Luxembourg  | 3–0       | 3–0                   | Giao hữu                                | [ 234 ] |
| 48 | 25 tháng 6 năm 2024  | Westfalenstadion, Dortmund, Đức                   | 81      | Ba Lan      | 1–0       | 1–1                   | UEFA Euro 2024                          | [ 235 ] |
| 49 | 5 tháng 6 năm 2025   | MHPArena, Stuttgart, Đức                          | 89      | Tây Ban Nha | 1–4       | 4–5                   | Vòng chung kết UEFA Nations League 2025 | [ 236 ] |
| 50 | 8 tháng 6 năm 2025   | MHPArena, Stuttgart, Đức                          | 90      | Đức         | 1–0       | 2–0                   | Vòng chung kết UEFA Nations League 2025 | [ 237 ] |

## Danh hiệu

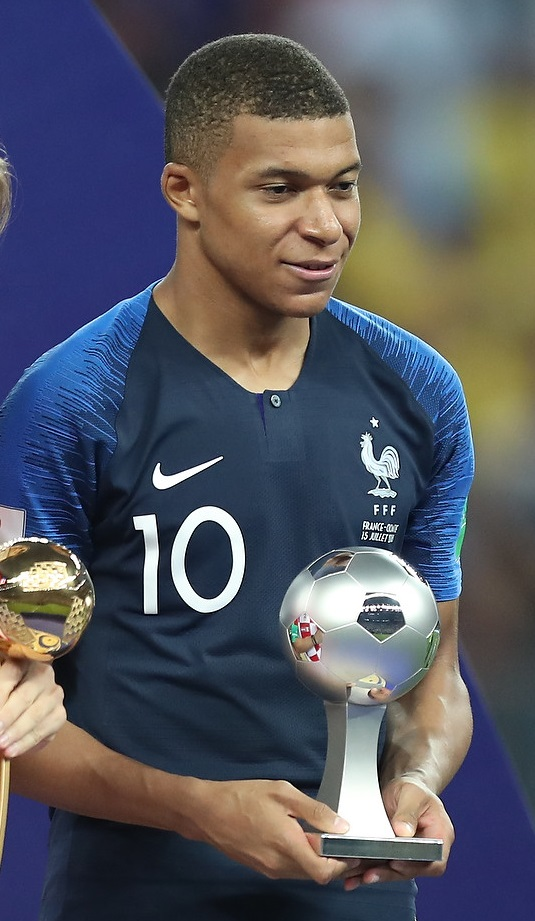
Mbappé dành giải thưởng Cầu thủ trẻ xuất sắc nhất FIFA World Cup 2018

Monaco
- Ligue 1: 2016–17[200]

Paris Saint-Germain
- Ligue 1: 2017–18,[238] 2018–19,[239] 2019–20[240] 2021–22,[241] 2022–23,[242] 2023–24[243]
- Coupe de France: 2017–18,[244] 2019–20,[245] 2020–21,[246] 2023–24[247]
- Coupe de la Ligue: 2017–18,[248] 2019–20[249]
- Trophée des Champions: 2019,[250] 2020,[251] 2023[252]
- UEFA Champions League á quân: 2019–20[253]

Real Madrid
- UEFA Super Cup: 2024[254]
- FIFA Intercontinental Cup: 2024[255]

U19 Pháp
- Giải vô địch bóng đá U-19 châu Âu: 2016[256]

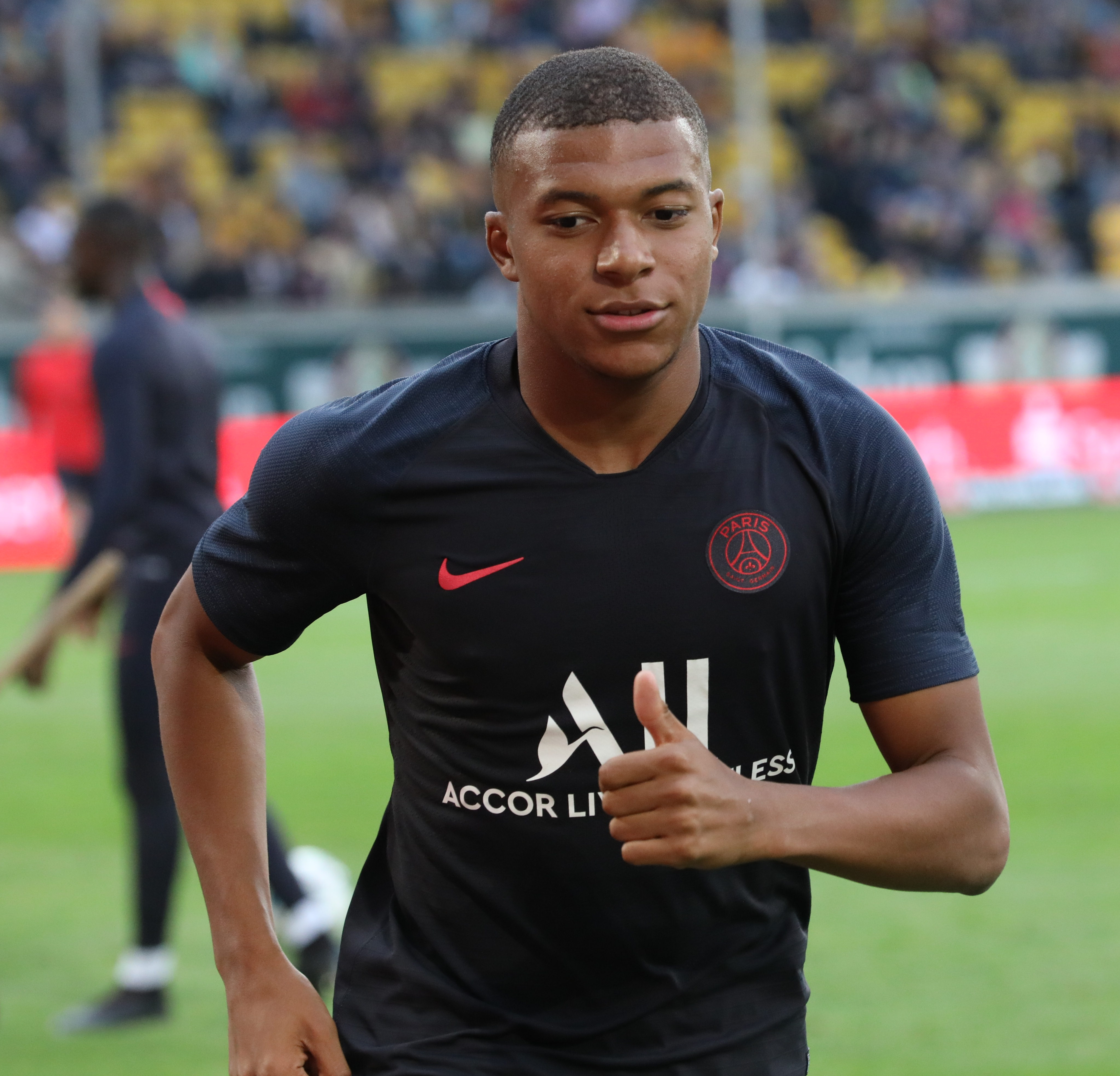
Mbappé trong trận giao hữu giữa Paris Saint-Germain (Pháp) và SG Dynamo Dresden (Đức) năm 2019

Pháp
- FIFA World Cup: 2018;[257] á quân 2022[258]
- UEFA Nations League: 2020–21[259]

### Cá nhân
- Đội tuyển vô địch U19 châu Âu của giải đấu UEFA: 2016[260]
- Cầu thủ xuất sắc nhất năm của Ligue 1: 2018–19,[261] 2020–21,[262] 2021–22,[263] 2022–23[264]
- Cầu thủ trẻ xuất sắc nhất năm của Ligue 1: 2016–17,[265] 2017–18,[266] 2018–19 [261]
- UNFP Ligue 1 Đội bóng của năm: 2016–17,[267] 2017–18,[268] 2018–19,[261] 2020–21 ,[269] 2021–22,[263] 2022–23[270]
- Cầu thủ xuất sắc nhất tháng của UNFP: Tháng 4 năm 2017,[271] tháng 3 năm 2018,[272] tháng 8 năm 2018,[273] tháng 2 năm 2019,[274] tháng 2 năm 2021,[275] tháng 8 năm 2021,[276] tháng 2 năm 2022,[277] Tháng 11/tháng 12 năm 2022,[278] Tháng 2 năm 2023[279]
- Đội hình xuất sắc nhất mùa giải UEFA Champions League: 2016–17,[280] 2019–20,[281] 2020–21,[282] 2021–22[283]
- Hiệp hội Cầu thủ Chuyên nghiệp Thế giới: 2018,[284] 2019,[285] 2022[286]
- Golden Boy: 2017[287]
- Chiếc giày Vàng FIFA World Cup: 2022[288]
- Quả bóng bạc FIFA World Cup: 2022[289]
- Cầu thủ trẻ xuất sắc nhất FIFA World Cup: 2018[290]
- Đội bóng trong mơ FIFA World Cup: 2018[291]
- Kopa Trophy: 2018[292] 2021,[293] 2022[294]
- Cầu thủ ghi bàn thắng nhiều nhất thế giới của IFFHS: 2022[295]
- Cầu thủ Pháp xuất sắc nhất năm: 2018,[296] 2022[297]
- Đội hình UEFA của năm: 2018[298]
- Cầu thủ ghi nhiều bàn thắng nhất Ligue 1: 2018–19,[299] 2019–20 ,[300] 2020–21,[301] 2021–22,[302] 2022–23[303]
- Ligue 1 cầu thủ kiến tạo hàng đầu: 2021–22
- Cầu thủ xuất sắc nhất năm của Globe Soccer: 2021[304]
- Onze de Bronze: 2019
- Chiếc giày vàng UEFA Nations League : 2021[305]

### Huân chương
- Bắc Đẩu Bội tinh: 2018[306]